# Relations entre l'Allemagne et l'Union soviétique entre 1918 et 1941
Les relations germano-soviétiques pendant l'entre-deux-guerres désignent les rapports entretenus par l'Allemagne, c'est-à-dire l'Empire allemand, puis la République de Weimar et enfin le IIIe Reich, et la RSFS de Russie, incluse à partir de 1922 dans l'URSS. Ces relations commencent avec la fin de la Première Guerre mondiale avec la reconnaissance par l'Empire allemand des autorités de la Russie bolchevique pour la conclusion de l'armistice signé le 22 décembre 1917 entre les deux puissances et la signature du traité de paix de Brest-Litovsk, le 3 mars 1918. La Russie bolchevique fut ainsi le premier pays au monde à reconnaître officiellement le nouveau régime. En raison de l'invasion de l'U.R.S.S. le 22 juin 1941 par les forces armées allemandes, elles cessèrent à compter de ce jour. 
Le traité de Brest-Litovsk, dicté par l’hostilité allemande envers la Russie,  fut signé le 3 mars 1918. Le 6 juillet 1918, l'ambassadeur allemand à Moscou, Wilhelm von Mirbach, fut abattu par des révolutionnaires socialistes de gauche russes dans une tentative d'inciter à une nouvelle guerre entre la Russie et l'Allemagne. L'ensemble de l'ambassade soviétique sous la direction d’Adolf Joffé fut expulsé d'Allemagne le 6 novembre 1918, pour leur soutien actif à la révolution allemande. Karl Radek soutenait également illégalement des activités subversives communistes dans la république de Weimar en 1919.
Dès le départ, les deux États cherchèrent à renverser le système qui avait été mis en place par les vainqueurs de la Première Guerre mondiale. L’Allemagne, croulant sous des réparations onéreuses et piqué au vif par les dispositions de responsabilité collective du traité de Versailles, était une nation vaincue dans la tourmente. Ceci et la guerre civile russe fit de l'Allemagne et de l'Union soviétique des parias internationaux et leur rapprochement qui en résulta au cours de l'entre-deux-guerres fut naturel,. En même temps, la dynamique de leur relation fut façonnée à la fois par un manque de confiance et les craintes des gouvernements respectifs de voir leur partenaire sortir de l'isolement diplomatique et se tourner vers la Troisième République française (qui à l'époque était censée posséder la plus grande puissance militaire en Europe) et vers la Deuxième République de Pologne, son allié.
La coopération prit fin en 1933, alors qu’Adolf Hitler parvint au pouvoir. Les relations économiques entre les deux pays diminuèrent au début de l'ère nazie, mais certaines initiatives diplomatiques se poursuivirent dans les années 1930, culminant avec le pacte germano-soviétique de 1939 et divers accords commerciaux. Les questions sur les origines de la Seconde Guerre mondiale sont plus controversées .
Une variété de thèses contradictoires et concurrentes existent, telles que: le gouvernement soviétique a cherché activement une autre grande guerre en Europe afin d’affaiblir davantage les pays capitalistes; que l'URSS a poursuivi une politique purement défensive; ou que l'URSS a essayé d’éviter de se retrouver empêtrée dans une guerre, à la fois parce que les dirigeants soviétiques ne pensaient pas qu'ils avaient les capacités militaires pour mener des opérations stratégiques, à ce moment-là, et d'éviter de, en paraphrasant les paroles de Staline lors du 18e Congrès du Parti, le 10 mars 1939, « tirer les marrons du feu pour une autre nation (le Royaume-Uni et la France) ».

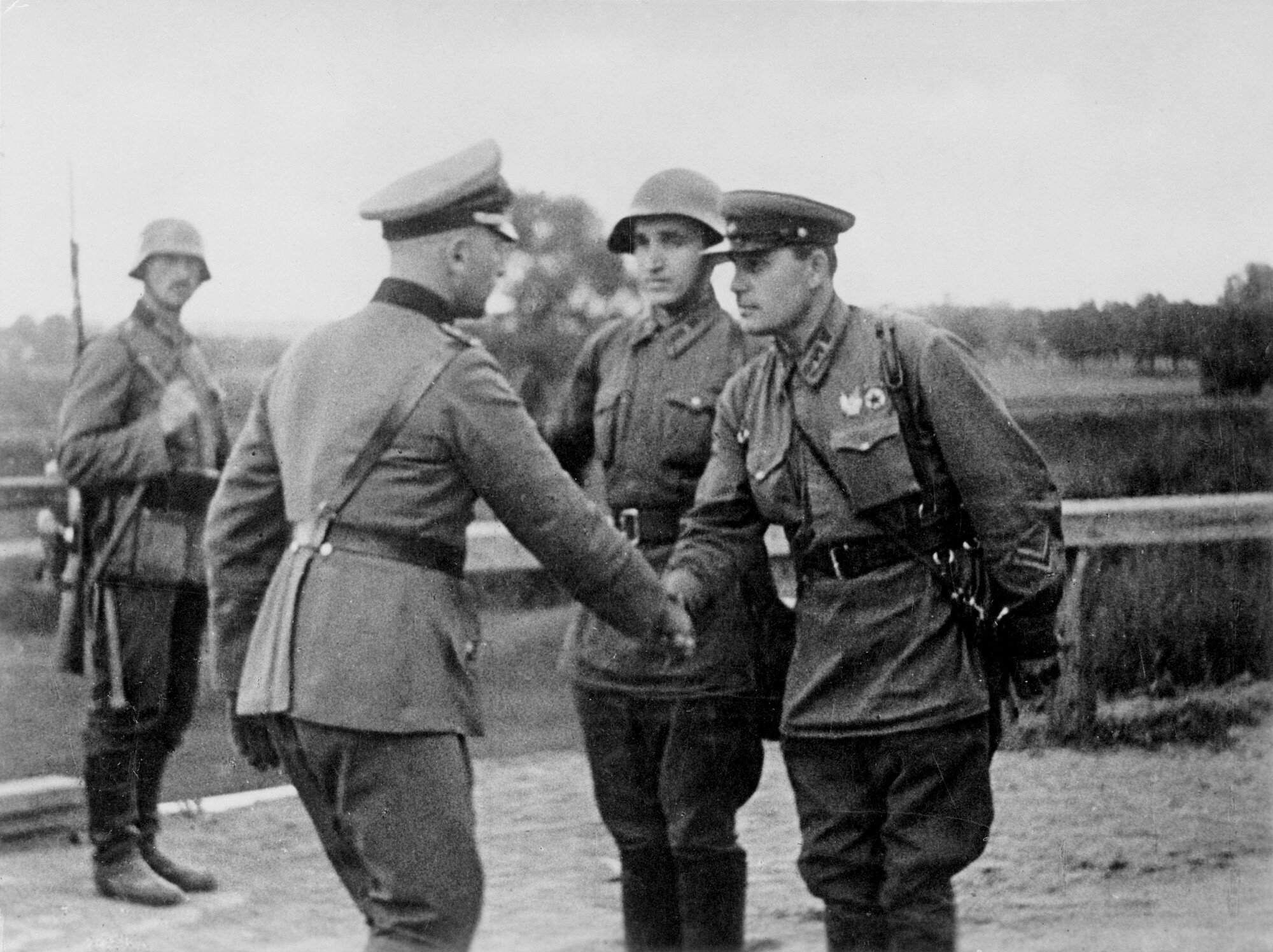
Officiers allemands et soviétiques se serrant la main après l'invasion de la Pologne en septembre 1939.

## La Russie soviétique et la république de Weimar

### La révolution, la fin de la Première Guerre mondiale et le traité de Rapallo

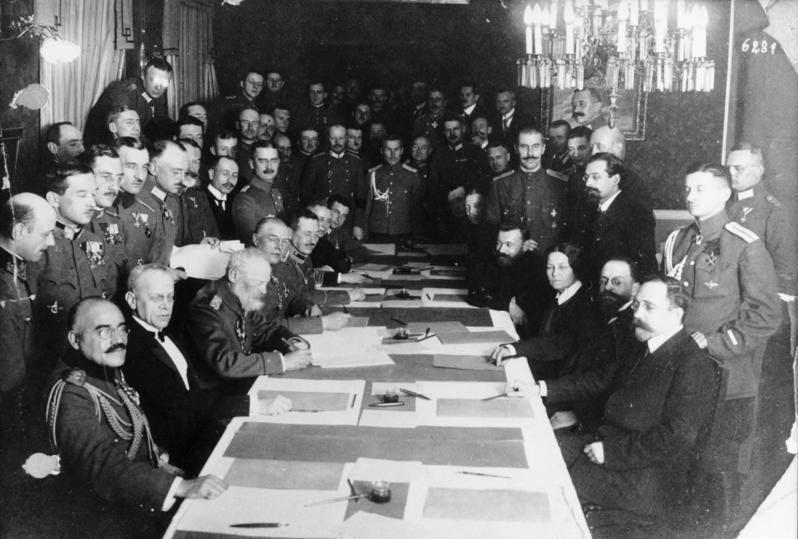
Signature du traité de Brest-Litovsk.

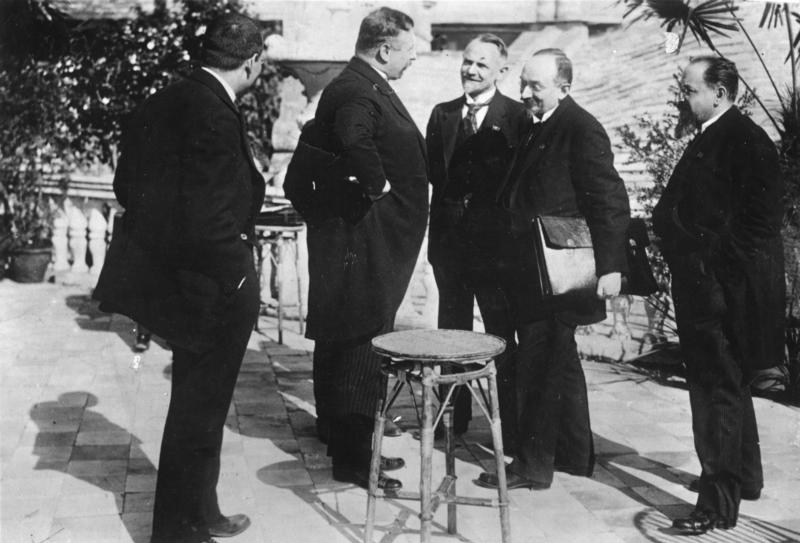
Les protagonistes du traité de Rapallo (1922), Joseph Wirth avec Leonid Krassine, Gueorgui Tchitcherine et Adolf Joffé.

L'issue de la Première Guerre mondiale fut désastreux à la fois pour le Reich allemand et la République socialiste fédérative soviétique de Russie. Pendant la guerre, les bolcheviks luttèrent pour la survie et Vladimir Lénine n’eut d'autre choix que de reconnaître l’indépendance de la Finlande, de l'Estonie, de la Lettonie, de la Lituanie et de la Pologne. En outre, face à une avance militaire allemande, Lénine et Léon Trotski furent forcés de signer le 3 mars 1918 le traité de Brest-Litovsk, qui entérina la cession de larges pans de territoire russe à l'empire allemand. Le 11 novembre 1918, les Allemands signèrent l'armistice avec les Alliés, mettant fin à la Première Guerre mondiale sur le front occidental. Après l'effondrement de l'Allemagne, les troupes britanniques, françaises et japonaises intervinrent dans la guerre civile russe.
Initialement, les dirigeants soviétiques espéraient une révolution socialiste victorieuse en Allemagne dans le cadre de la « révolution mondiale ». Cependant, elle fut mise en échec par les corps francs d'extrême-droite. Par la suite, les bolcheviks furent en guerre avec la Pologne de 1919 à 1920. La Pologne était un ennemi traditionnel de l'Allemagne (voir par exemple les insurrections de Silésie), et l'État soviétique était également isolé à l'échelle internationale, le gouvernement soviétique commença à adopter une attitude beaucoup moins hostile envers l'Allemagne, à la recherche de relations plus étroites. Cette ligne politique fut constamment poursuivie par le commissaire du peuple aux Affaires étrangères, Gueorgui Tchitcherine et l'ambassadeur soviétique Nikolaï Krestinski. Les représentants soviétiques qui participèrent aux négociations étaient Karl Radek, Leonid Krassine, Christian Rakovski, Victor Kopp et Adolf Joffé.
Dans les années 1920, beaucoup de dirigeants de la république de Weimar, humiliés par les conditions du traité de Versailles imposé après leur défaite lors de la Première Guerre mondiale (en particulier le général Hans von Seeckt, chef de la Reichswehr), ont facilité la coopération avec l'Union soviétique, à la fois pour éviter toute menace de la Deuxième République de Pologne, soutenue par la France et empêcher une possible alliance soviéto-britannique. Les objectifs spécifiques allemands étaient le réarmement complet de la Reichswehr, qui était explicitement interdit par le traité de Versailles, et une alliance contre la Pologne. On ne sait pas exactement quand les premiers contacts entre von Seeckt et les Soviétiques eurent lieu, sans doute dès 1919ou 1920, voire dès avant la signature du traité de Versailles,.
Le 15 avril 1920, Victor Kopp, représentant spécial de la RSFSR à Berlin, demanda au ministère allemand des Affaires étrangères s'il y avait « quelque possibilité de combiner l'armée allemande et l'Armée rouge pour une guerre commune contre la Pologne ». Ce fut le point de départ de la coopération militaire entre les deux pays, qui se termina lors de l'invasion allemande de l'Union soviétique le 22 juin 1941.
Au début de 1921, un groupe spécial au sein du ministère de la Reichswehr consacré aux affaires soviétiques, Sondergruppe R, fut mis sur pied.
L'armée de la république de Weimar avait été limitée à 100 000 hommes par le traité de Versailles, qui interdisait également aux Allemands d'avoir des avions, des chars, des sous-marins, de l'artillerie lourde, des gaz toxiques, des armes antichars et beaucoup de canons anti-aériens. Une équipe d'inspecteurs de la Société des Nations patrouillaient dans de nombreuses usines et ateliers allemands pour s'assurer que ces armes n'étaient pas fabriquées.
Le traité de Rapallo entre l'Allemagne de Weimar et l'Union soviétique fut signé par le ministre allemand des Affaires étrangères Walther Rathenau et son collègue soviétique Gueorgui Tchitcherine le 16 avril 1922, en marge de la conférence économique de Gênes. Il annulait toutes les créances réciproques et établissait les débuts de relations commerciales étroites, faisant de la république de Weimar, le principal partenaire commercial et diplomatique de l'Union soviétique. Les rumeurs d'un volet militaire secret au traité se propagèrent rapidement. Toutefois, pendant une longue période, le consensus était que ces rumeurs étaient fausses, et les négociations militaires soviéto-allemandes étaient indépendantes des dispositions du traité de  Rapallo ; elles furent gardées secrètes par le ministère allemand des Affaires étrangères pendant un certain temps. Ce point de vue fut contesté plus tard,,. Le 5 novembre 1922, six autres républiques soviétiques, qui feraient bientôt partie de l'Union soviétique, convinrent d'adhérer au traité de Rapallo également.
Les Soviétiques offrirent à la république de Weimar leurs installations situées au cœur de l'URSS pour la construction et l'essai d’armes ainsi que pour des entraînements militaires, bien loin des yeux des inspecteurs du traité. En retour, les Soviétiques demandèrent l'accès aux développements techniques allemands et à leur aide pour la création d'un état-major général de l'Armée rouge.
Les premiers officiers allemands se rendirent en Russie soviétique dans ce but en mars 1922. Un mois plus tard, Junkers commença à construire des avions à Fili, en banlieue de Moscou, en violation du traité de Versailles. Le grand fabricant d'artillerie Krupp fut bientôt actif dans le sud de l'URSS, près de Rostov-sur-le-Don. En 1925, une école de pilotage fut créée à Vivupal, près de Lipetsk, pour former les premiers pilotes et eronnesl navigants de la future Luftwaffe. Depuis 1926, la Reichswehr était en mesure d'utiliser une école de chars à Kazan (nom de code :  Kama) et un centre d’essai d’armes chimiques dans l'oblast de Samara (nom de code : Tomka). À son tour, l'Armée rouge eut accès à ces centres de formation, ainsi qu’à la technologie et à la théorie militaire allemande.

### Relations dans les années 1920

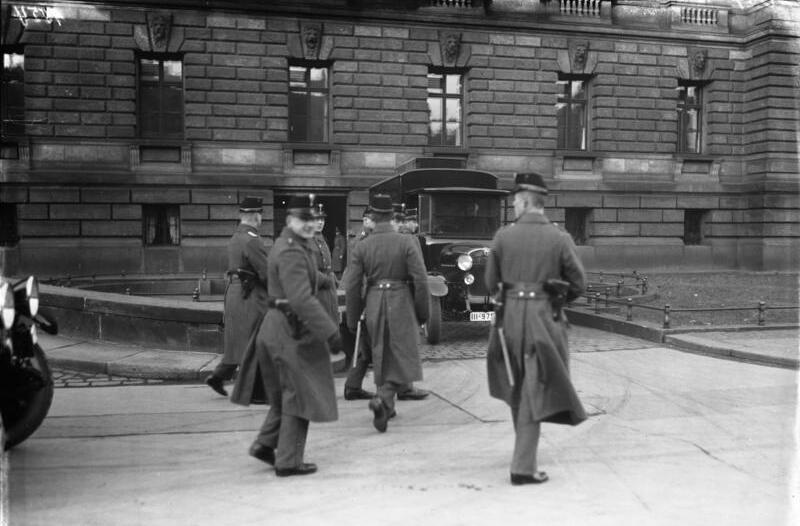
Procès de la Tchéka à Leipzig en 1925.

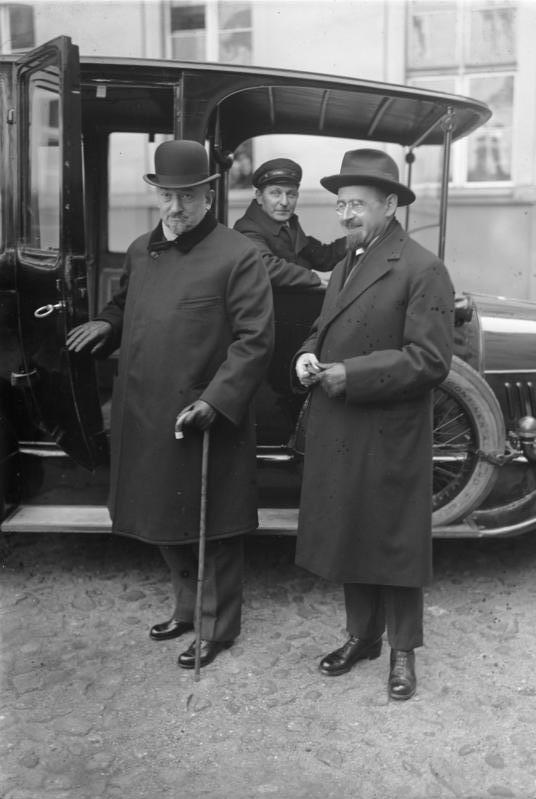
Gueorgui Tchitcherine et Nikolaï Krestinski à Berlin en 1925.

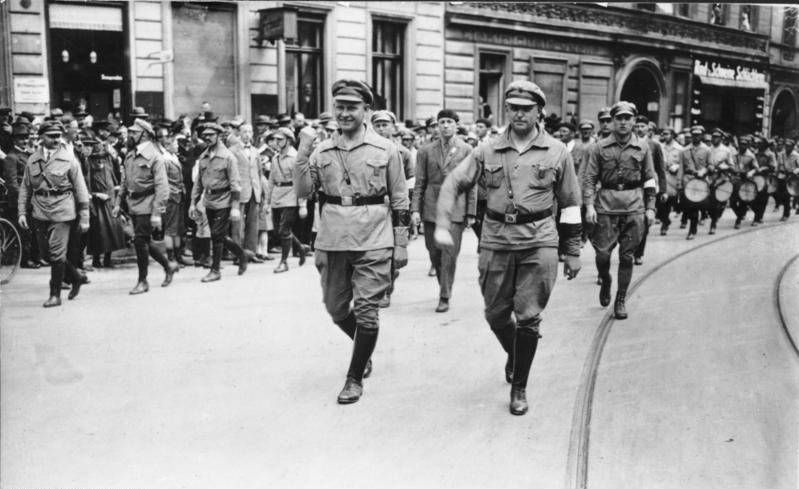
Ernst Thälmann et Willy Leow menant une manifestation de la Rotfrontkämpferbund à Berlin en 1927.

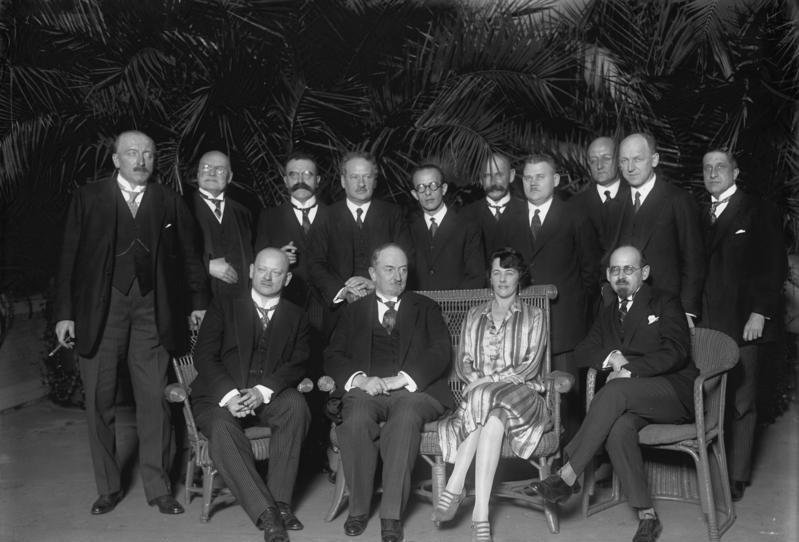
Gustav Stresemann, Gueorgui Tchitcherine, Mme Stresemann et Nikolaï Krestinski à Berlin en 1928.

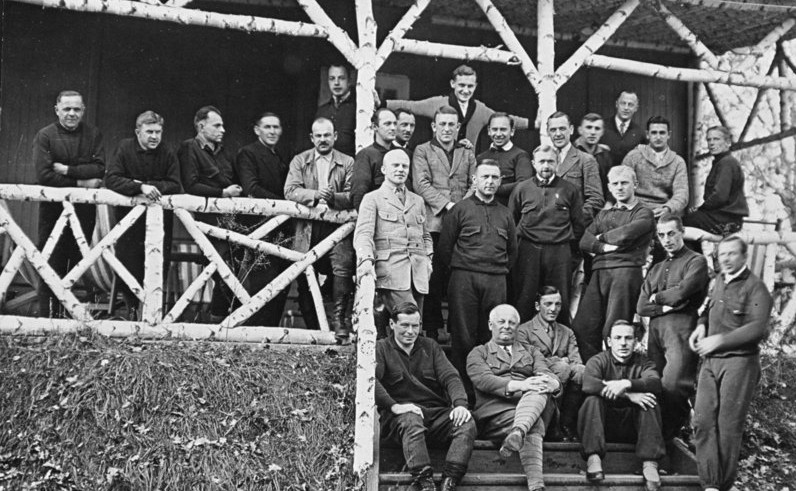
Personnel allemand au centre d’essai des armes chimiques de Tomka, en URSS en 1928.

Depuis la fin du XIXe siècle, l'Allemagne, qui avait peu de ressources naturelles,, s’appuyait fortement sur les importations de matières premières russes. Avant la Première Guerre mondiale, l'Allemagne importait annuellement pour 1,5 milliard de reichsmarks allemands de matières premières et d’autres marchandises de Russie. Ce montant décrut après la Première Guerre mondiale, mais après les accords commerciaux signés entre les deux pays après le traité de Rapallo, le commerce passa à 433 millions de reichsmarks par an dès 1927. À la fin des années 1920, l' Allemagne aida l'industrie soviétique à commencer sa modernisation ainsi qu'à la mise en place d'installations de stockage de production aux aciéries Bolchevik de Leningrad et à l'usine de locomotives de Kharkiv.
Les Soviétiques offrirent des installations de construction de sous-marins dans un port sur la mer Noire mais les Allemands les refusèrent. La marine allemande accepta une offre ultérieure pour une base près de Mourmansk, où les navires allemands pourraient se cacher des Britanniques. Un des navires qui participa à l’invasion de la Norvège provenait de cette base. Pendant la guerre froide, cette base à Poliarny (qui avait été construite spécialement pour les Allemands) est devenue le plus grand entrepôt de stockage d'armes au monde[réf. nécessaire].
La plupart des documents relatifs à la coopération militaire secrète entre l’Allemagne et l’URSS furent systématiquement détruits en Allemagne. Dans les années 1920, les services de renseignement polonais et français furent remarquablement bien informés sur cette coopération. Cela n'eut cependant pas d’effet immédiat sur les relations entre l’Allemagne et les autres puissances européennes. Après la Seconde Guerre mondiale, les papiers du général Hans von Seeckt et les mémoires d'autres officiers allemands furent rendus public, et après la dissolution de l'Union soviétique, quelques documents soviétiques concernant la période furent publiés.
Parallèlement à l'aide militaire et économique de l'Union soviétique, il y avait également un soutien politique aux aspirations de l'Allemagne. Le 19 juillet 1920, Victor Kopp, plénipotentiaire bolchevik, déclara au ministère des Affaires étrangères allemand que la Russie bolchevique voulait « une frontière commune avec l'Allemagne, au sud de la Lituanie, à peu près sur une ligne avec Białystok ». En d'autres termes, la Pologne devait être partagée à nouveau. Ces incitations furent répétées au fil des ans, avec les Soviétiques tenant toujours à souligner que les différences idéologiques entre les deux gouvernements ne comptaient pas : tout ce qui importait, c'était que les deux pays poursuivissent les mêmes objectifs en matière de politique étrangère.
Le 4 décembre 1924, Victor Kopp  craignait que l'admission prévue de l'Allemagne à la Société des Nations (ce fut fait finalement en 1926) fût un mouvement antisoviétique et offrit à l'ambassadeur allemand Ulrich Graf von Brockdorff-Rantzau de coopérer contre la Seconde République de Pologne : des négociations secrètes furent entamées. Cependant, la république de Weimar rejeta toute entreprise guerrière.
En 1925, plusieurs membres de la Rote Hilfe furent jugés dans ce qui fut appelé le procès de la Tchéka.
La crainte de l'Allemagne d'un isolement international en raison d'un rapprochement possible de l’Union soviétique avec la France, qui reconnut finalement l'Union Soviétique en 1924,fut un facteur clé dans l'accélération des négociations économiques. Le 12 octobre 1925, un accord commercial entre les deux pays fut conclu.
Toujours en 1925, l'Allemagne mis fin à son isolement diplomatique en Europe et prit part aux accords de Locarno avec la France et la Belgique, s'engageant à ne pas les attaquer. L'Union soviétique vit cette détente occidentale comme approfondissant potentiellement son propre isolement politique en Europe, en particulier en diminuant les relations germano-soviétiques. Comme l'Allemagne était devenue moins dépendante de l'Union soviétique, elle était devenue moins disposée à tolérer toutes les ingérences subversives du Komintern.
Le 24 avril 1926, la république de Weimar et l'Union soviétique conclurent le Traité de Berlin , déclarant leur adhésion au traité de Rapallo et leur neutralité pour une durée de cinq ans. Le traité fut signé par le ministre allemand des Affaires étrangères Gustav Stresemann et l’ambassadeur soviétique Nikolaï Krestinski. Le traité fut perçu comme une menace imminente par la Pologne (qui contribua à la réussite du coup d'État de mai à Varsovie), et avec prudence par les autres États européens en ce qui concernait les effets possibles sur les obligations de l'Allemagne en tant que partie des accords de Locarno. La France exprima également des préoccupations à cet égard dans le contexte de l'adhésion prévue de l'Allemagne à la Société des Nations.
En 1928, le 9e plénum du Comité exécutif du Kominterm - organisation communiste internationale, créée en 1919 par le parti communiste russe) et son 6e Congrès à Moscou privilégia le programme de Staline plutôt que la ligne défendue par le Secrétaire général du Komintern Nikolaï Boukharine. Contrairement à Boukharine, Staline pensait qu'une crise profonde du capitalisme occidental était imminente et il dénonça la collaboration des partis communistes à l'étranger avec les partis et mouvements sociaux-démocrates, les qualifiant de sociaux-fascistes (ou "social-traître"). Staline insista sur une subordination beaucoup plus stricte des partis communistes étrangers à l'Internationale communiste, c'est-à-dire à la direction soviétique. La politique du Parti communiste d'Allemagne (KPD) sous Ernst Thälmann fut modifiée en conséquence. Le KPD, relativement indépendant du début des années 1920, se subordonna alors quasi totalement aux exigences et aux ordres de l'Union soviétique,.
L'ordre de Staline stipulant que le parti communiste allemand ne devait plus jamais voter avec les sociaux-démocrates coïncida avec l'accord, en décembre 1928, avec ce qu'on appela l’«Union des industriels ». En vertu de cette convention, l'Union des industriels accepta de fournir à l'Union soviétique une industrie de l’armement dernier cri et la base industrielle nécessaire pour la soutenir, à deux conditions : 
Premièrement, les Soviétiques devaient payer en devises fortes, et non avec des roubles russes n'ayant aucune valeur au niveau des monnaies internationales. Staline voulait désespérément leurs armes, notamment des canons anti-aériens, des obusiers, des canons antichars, des mitrailleuses, etc., mais il était désespérément à court d'argent. Comme la Russie avait été un exportateur de blé majeur avant la Première Guerre mondiale, il décida d'expulser les paysans koulaks récalcitrants au fin fond de la Sibérie et de créer d'énormes fermes collectives sur leurs terres, à l’image de la ferme de 50 000 hectares que Krupp avait contribuer à créer dans le Caucase du Nord. En 1930 et 1931, une avalanche de blé soviétique déferla sur les marchés mondiaux sans méfiance et déjà trop fournis, à des prix ridiculement bas, provoquant la pauvreté et la détresse parmi les agriculteurs d'Amérique du Nord. Cependant, Staline obtint de précieuses devises pour payer les armements allemands.
Pourtant, l'Union des industriels n’était pas seulement intéressée par l'argent en échange de leurs armes, et les industriels allemands voulaient également une concession politique. Ils craignaient l'arrivée du socialisme au pouvoir en Allemagne et étaient furieux que le KPD et le SPD s'opposent à fournir des fonds pour le développement de nouveaux croiseurs cuirassés. Staline n'eut aucun scrupule à ordonner aux communistes allemands de changer de camp, afin de mieux réaliser ses desseins. Il négocia ainsi avec les responsables de l'armement allemand tout au long de l'été de 1928, étant déterminé à moderniser ses forces armées. À partir de 1929, par conséquent, les communistes allemands votèrent les différents projets de lois avec le DNVP d'extrême droite et le NSDAP d’Hitler au Reichstag, malgré les combats les opposant dans la rue, notamment à Berlin.
S'appuyant sur la doctrine du Ministère soviétique des Affaires étrangères suivie par les dirigeants soviétiques dans les années 1920, et également de la doctrine émanant du rapport du Comité central du 16e Congrès du Parti communiste de l'Union soviétique le 27 juin 1930, Joseph Staline se félicita de la déstabilisation internationale et de la montée de l'extrémisme politique parmi les puissances capitalistes.

### Début des années 1930
La période la plus intense de collaboration militaire des Soviétiques avec la république de Weimar fut comprise entre 1930 et 1932. Le 24 juin 1931, une extension du traité de Berlin de 1926 fut signée, bien qu’il ne fût ratifié par le Reichstag qu'en 1933, en raison de luttes politiques internes. Une certaine méfiance soviétique apparut lors de la conférence de Lausanne de 1932, quand il se disait que le chancelier allemand Franz von Papen avait offert, au Premier ministre français Édouard Herriot, une alliance militaire. Les Soviétiques furent aussi prompts à développer leurs propres relations avec la France et son principal allié, la Pologne. Ceci aboutit à la conclusion du pacte de non-agression soviéto-polonais, le 25 juillet 1932, et à la signature du pacte de non-agression franco-soviétique le 29 novembre 1932,.
Le conflit entre le Parti communiste d'Allemagne et le Parti social-démocrate d'Allemagne contribua fondamentalement à la disparition de la république de Weimar. Il est cependant contesté que la prise du pouvoir par Hitler ait été une surprise pour l'URSS. Certains auteurs affirment que Staline aurait délibérément aidé la montée d'Hitler en orientant la politique du Parti communiste de l'Allemagne sur une voie suicidaire afin de favoriser une guerre entre impérialistes, une théorie rejetée par beaucoup d'autres.
En 1932, le ministre soviétique des Affaires étrangères, Maxime Litvinov, avertit Staline que l'Allemagne de Weimar est en « phase terminale » et le presse de tenter un rapprochement avec la France et le Royaume-Uni pour contenir les avancées du nazisme. Entre 1932 et 1938, les diplomates soviétiques s'efforcent, sans succès, de convaincre les autorités françaises et britanniques de constituer une alliance antifasciste.
Pendant cette période, les relations économiques entre les pays diminuèrent alors que le régime stalinien, plus isolationniste, affirmait son pouvoir .L' l'abandon du contrôle militaire post-Première Guerre mondiale diminuant la dépendance de l'Allemagne envers les importations soviétiques, si bien que les importations soviétiques chutèrent à 223 millions de reichsmarks en 1934.

## L'Union soviétique et l'Allemagne nazie avant la Seconde Guerre mondiale
Peu de questions sur les origines de la Seconde Guerre mondiale sont aussi controversées que la question de la politique soviétique d'avant-guerre envers l'Allemagne nazie, en raison de l'absence d’une ouverture complète des archives du Politburo, et notamment des notes de Joseph Staline et de Viatcheslav Molotov concernant les Affaires étrangères. Les documents allemands relatifs à leurs relations furent saisis par les armées américaines et britanniques en 1945, et publiés par le Département d'État américain peu de temps après. En Union soviétique et en Russie, y compris dans les discours officiels et l'historiographie, l'Allemagne nazie est généralement désignée comme l'Allemagne fasciste (en russe: фашистская Германия) à partir de 1933 jusqu'à aujourd'hui.

### Relations initiales après l'élection d’Hitler
Après l'arrivée au pouvoir d'Adolf Hitler le 30 janvier 1933, ce dernier ordonna l'interdiction du Parti communiste allemand et fait arrêter ses membres, créant pour eux dès mars 1933 les premiers camps de concentration, notamment celui de Dachau, près de Münich. Les nazis prirent des mesures répressives contre les missions commerciales soviétiques, les entreprises soviétiques, les représentants de la presse soviétique et les citoyens soviétiques résidant en Allemagne. Ils lancèrent également une campagne de propagande antisoviétique conjuguée à une limitation des actes relatifs aux relations diplomatiques, bien que le ministère allemand des Affaires étrangères sous Konstantin von Neurath (ministre des affaires étrangères de 1932 à 1938) fut vigoureusement opposé à toute rupture imminente. Le programme d’Hitler, Mein Kampf, publié en 1925, appelait à un Lebensraum (espace vital pour la nation allemande) à l'Est (en mentionnant en particulier la Russie) et, en accord avec sa vision du monde, dépeignait les communistes comme des Juifs (d'où la notion de Judéo-bolchevisme) détruisant une grande nation comme l'était l'Allemagne. De tels principes, s'ils étaient appliqués, seraient un danger manifeste pour l'Union soviétique.
La réaction de Moscou à ces étapes que Berlin entreprenait fut initialement limitée, à l'exception de plusieurs attaques contre le nouveau gouvernement allemand dans la presse soviétique. Cependant, comme les actions antisoviétiques brutales du gouvernement allemand continuèrent sans cesse, les Soviétiques déclenchèrent leur propre campagne de propagande contre les nazis, mais, en mai 1933, la possibilité d'un conflit semblait avoir diminué. Le 5 mai, l'extension de 1931 du traité de Berlin fut ratifiée en Allemagne. En août 1933, Molotov assura à l'ambassadeur allemand Herbert von Dirksen que les relations germano-soviétiques dépendraient exclusivement de la position de l'Allemagne envers l'Union soviétique. Toutefois, l'accès aux trois sites militaires d’entrainement et d'évaluation de la Reichswehr (Lipetsk, Kama, et Tomka) fut brusquement suspendu par l'Union soviétique à compter d' août et septembre 1933. L’entente politique entre l'Union soviétique et l'Allemagne nazie fut finalement brisée par la conclusion du pacte de non-agression germano-polonais, le 26 janvier 1934, signé entre la l'Allemagne nazie et la Deuxième république de Pologne.
Maxime Litvinov, qui avait été commissaire du peuple aux Affaires étrangères (ministre des Affaires étrangères de l'URSS) depuis 1930, considérait l'Allemagne nazie comme la plus grande menace qui planait sur l'Union soviétique. Cependant, comme l'Armée rouge était perçue comme pas assez puissance et comme l'URSS cherchait à éviter d'être entraînée dans une guerre générale en Europe, il commença à suivre une politique de sécurité collective, en essayant de contenir l'Allemagne nazie via la coopération avec la Société des Nations et les puissances occidentales. L'attitude soviétique à la Société des Nations et envers la paix internationale changea. En 1933, l'Union soviétique avait été reconnue diplomatiquement pour la première fois par l'Espagne,  en 1934 par les États-Unis, la Hongrie, la Tchécoslovaquie, la Roumanie et la Bulgarie, et finalement, par la Société des Nations en septembre 1934. Il est souvent fait mention que le changement de la politique étrangère soviétique se produisit autour des années 1933-1934, et qu’il fut déclenché par l’arrivée au pouvoir d’Hitler,. Cependant, le retournement soviétique vers la France en 1932, mentionné ci-dessus, pourrait également avoir fait partie de ce changement de politique.
Néanmoins, Hermann Rauschning, dans son livre publié en 1940, Hitler Speaks: A Series of Political Conversations With Adolf Hitler on His Real Aims 1934 rapportait les propos d'Adolf Hitler sur la grande bataille incontournable à la fois contre le panslavisme et le néo-slavisme.
« Nous ne pouvons en aucune façon échapper à la bataille finale entre les idéaux de race allemands et les idéaux de masse pan-slaves. Ici bâille l'abîme éternel qu’aucun intérêt politique ne peut combler. Nous devons gagner la victoire de la conscience de la race allemande sur les masses éternellement condamnées à servir et obéir. Nous pouvons seuls conquérir le grand espace continental, et ce sera fait par nous, seuls, pas grâce à un pacte avec Moscou. Nous allons profiter de cette lutte. Elle nous ouvre la porte à la maîtrise permanente du monde. Cela ne signifie pas que je vais refuser de faire une partie du chemin avec les Russes, si cela va nous aider. Mais ce ne sera que pour revenir plus rapidement à nos vrais objectifs. - Adolf Hitler (1934) »
L'authenticité de l'ouvrage est controversée et pour certains comme l'historien Wolfgang Hänel , ce n’est qu’une œuvre fabriquée de toutes pièces, tandis que d'autres tels Richard Steigmann-Gall, Ian Kershaw et Hugh Trevor-Roper évitent de l'utiliser comme une référence en raison de son authenticité douteuse.

### Relations au milieu des années 1930
Le 2 mai 1935, le traité d'assistance mutuelle soviéto-française, valable pour une durée de cinq ans, fut signé. La ratification du traité par la France fut l'une des raisons pour lesquelles Hitler remilitarisa la Rhénanie, le 7 mars 1936. Le 7e Congrès mondial de l'Internationale communiste en 1935 adopta officiellement la stratégie du Front populaire afin de former de larges alliances avec les parties désireuses de s'opposer aux fascistes, politique suivie par les partis communistes depuis 1934. Également en 1935, lors de la 7e Congrès des Soviets (dans une étude contradictoire), Molotov souligna la nécessité de bonnes relations avec Berlin.
Le 25 novembre 1936, l'Allemagne nazie et le Japon impérial conclurent le pacte anti-Komintern, rejoints par l'Italie fasciste en 1937.
Sur le plan économique, l'Union soviétique fit des efforts répétés pour rétablir des contacts plus étroits avec l'Allemagne au milieu des années 1930. L'Union soviétique chercha principalement à rembourser des dettes commerciales contractées auparavant, tandis que l'Allemagne cherchait à se réarmer, et les deux pays signèrent un accord de crédit en 1935. En 1936, des crises sur les matières premières et alimentaires forcèrent Hitler à décréter un plan de quatre ans pour le réarmement « sans égard aux coûts ». Cependant, même face à ces questions, Hitler repoussa les tentatives de l'Union soviétique pour créer des liens politiques étroits avec l'Allemagne ainsi qu'un accord de crédit supplémentaire.
La stratégie de Litvinov se heurta à des obstacles idéologiques et politiques. L'Union soviétique continuait à être perçue par les conservateurs au pouvoir en Grande-Bretagne comme une menace de même taille que l'Allemagne nazie (certains estimaient que l'URSS était la plus grande menace). Dans le même temps, alors que l'Union soviétique s'enfonçait dans la tourmente des Grandes Purges, elle n'est pas perçue, par les puissances occidentales, comme une alliée fiable,.
Pour compliquer les choses, la purge qui frappa le Commissariat du peuple aux Affaires étrangères, força l'Union soviétique à fermer un certain nombre d'ambassades à l'étranger,. Dans le même temps, ces purges rendirent la signature d'un accord économique avec l'Allemagne plus probable en simplifiant la structure administrative soviétique confuse, qui était nécessaire pour les négociations et donna à croire à Hitler que les Soviétiques étaient militairement faibles.

### Guerre civile espagnole
La guerre civile espagnole (1936-1939) était en partie une guerre par procuration. Les nationalistes dirigés par le général Francisco Franco et le gouvernement républicain se battaient pour le contrôle du pays. Militairement, les nationalistes avaient généralement le dessus et gagnèrent la guerre. L’Allemagne envoya des unités aériennes et des unités de chars aux forces nationalistes et l'Italie envoya plusieurs divisions de combat. L'Union soviétique envoya des conseillers militaires et politiques  et vendit des munitions aux  républicains. Le Komintern qui aidait les partis communistes du monde entier soutient l'action des volontaires composant les Brigades internationales qui se sont battues au côté des  militaires de la République espagnole.

### Défaillances de la sécurité collective
Lors de la crise tchécoslovaque — le pays étant menacé d'invasion par l'Allemagne nazie — l'URSS réclame la tenue immédiate de négociations militaires entre des représentants des forces soviétiques, françaises et tchécoslovaques, ainsi que l'inscription de la crise à l'ordre du jour de l'assemblée  générale de la SDN. L'ambassadeur soviétique Ivan Maïski indique que son pays est disposé à apporter une aide militaire à la Tchécoslovaquie, à condition que la France et le Royaume-Uni en fassent autant.
La politique de Litvinov de contenir l'Allemagne via une politique de sécurité collective échoua avec la conclusion des accords de Munich le 29 septembre 1938, lorsque la Grande-Bretagne et la France favorisèrent l'autodétermination des Allemands des Sudètes au détriment de l'intégrité territoriale de la Tchécoslovaquie, sans tenir compte de la position soviétique. Cependant, il est encore contesté que, même avant Munich, l'Union soviétique aurait effectivement rempli ses engagements envers la Tchécoslovaquie, dans le cas d'une invasion allemande réelle à laquelle se serait opposée la France,. Le refus polonais d'octroyer un droit de passage à l'URSS pour faciliter une intervention en Tchécoslovaquie rendait néanmoins cette perspective peu crédible.
En avril 1939, Litvinov initia les négociations d’un alliance tripartite avec les nouveaux ambassadeurs britannique et français, (William Seeds (en), assisté par William Strang, et Paul-Emile Naggiar (de)), dans une tentative de contenir l'Allemagne. Cependant, des raisons variées les firent traîner constamment en longueur et elles subirent des retards importants.
Les puissances occidentales pensaient que la guerre pourrait encore être évitée et l'URSS, affaiblie par les purges, ne pouvait qu’être un participant secondaire sur le plan militaire. L'URSS, plus ou moins en désaccord avec eux sur ces deux questions, appréhenda les négociations avec prudence en raison de son hostilité traditionnelle envers les puissances capitalistes,. L'Union soviétique engagea également dans des pourparlers secrets avec l'Allemagne nazie, tout en menant des tractations officielles avec Royaume-Uni et la France. Dès le début des négociations avec la France et la Grande-Bretagne, les Soviétiques exigeaient l'occupation de la Lettonie, l'Estonie et la Lituanie La Finlande devait aussi être incluse dans la sphère d'influence soviétique. Alors que la Grande-Bretagne refusa d'accepter l'occupation des trois États tampons par l'Union soviétique, l'Allemagne nazie accepta la demande.

## Pacte Molotov-Ribbentrop

### Besoins et discussions en 1939
À la fin des années 1930, en raison de l'approche autarcique de l’économie allemande, ou parce qu’une alliance avec la Grande-Bretagne était impossible, des relations plus étroites avec l'Union soviétique étaient nécessaires, et pas seulement pour des raisons économiques. L'Allemagne manquait de pétrole, et ne pouvait subvenir qu’à 25 % de ses besoins, il lui en manquait 2 millions de tonnes par an et 10 millions de tonnes pour ses besoins pour son programme de mobilisation. L'Union soviétique lui était nécessaire pour de nombreuses autres matières premières clés, tels que les minerais (dont le fer et le manganèse), le caoutchouc et les matières grasse et les huiles alimentaires,,,. Alors que les importations soviétiques en Allemagne avaient chuté à 52,8 millions de reichsmarks en 1937, l’augmentation massive de la production d'armement et des pénuries de matières premières critiques firent que l’Allemagne changea d’attitude, faisant avancer les négociations économiques au début de 1939. Les planificateurs allemands en avril et mai 1939 craignaient que, sans approvisionnement russe, l’Allemagne tomberait à court de manganèse, de pétrole et de caoutchouc,.
Le 3 mai 1939, Litvinov fut congédié et le président du Conseil des commissaires du peuple Viatcheslav Molotov, qui avait des relations tendues avec Litvinov, qui n'était pas d'origine juive, contrairement à Litvinov, et qui avait toujours été en faveur de la neutralité envers l'Allemagne, fut chargé des affaires étrangères. Le Commissariat aux Affaires étrangères fut purgé des partisans de Litvinov et des Juifs,. Tout cela pouvait bien avoir eu lieu pour des raisons purement internes, mais cela pouvait aussi être un signal envoyé à l'Allemagne que le temps de la sécurité collective antiallemande était passé, ou comme un signal aux Français et aux Britanniques que Moscou devrait être pris plus au sérieux dans les négociations de l'alliance tripartite,, et que l’Union soviétique était prête à des arrangements sans les vieilles contraintes de la sécurité collective, ou même les deux,.
Comme il ressort de la correspondance diplomatique allemande, saisie par les troupes américaines et britanniques en 1945 et plus tard publiée, le remaniement fut perçu par l'Allemagne prudemment comme une chance,.
Il est quelquefois évoqué que Molotov continua les négociations avec la France et la Grande-Bretagne pour inciter les Allemands à faire une offre de traité de non-agression et la triple alliance échoua en raison de la volonté de l’Union soviétique de conclure un pacte avec l’Allemagne,. Un autre point de vue existant, est que la volonté d’aboutir à une triple alliance était sincère et que l’URSS ne se retourna vers l’Allemagne lorsqu’une alliance avec les puissances occidentales se révéla impossible,,,.
Les autres facteurs qui conduisirent l’Union soviétique vers un rapprochement avec l’Allemagne pourraient être: la signature d’un pacte de non-agression entre l’Allemagne et la Lettonie et l’Estonie le 7 juin 1939 et la menace de l’empire du Japon à l’Est concrétisé par la bataille de Khalkhin Gol (11 mai–16 septembre 1939),. Molotov suggéra que l’attaque japonaise pouvait avoir été inspirée par l’Allemagne pour gêner la conclusion d’une alliance tripartite.
En juillet, les négociations commerciales germano-soviétiques étaient en cours. À la fin juillet et au début du mois d’août, les pourparlers entre les parties se rapprochèrent d’un accord potentiel, mais les négociateurs soviétiques stipulèrent clairement qu'un accord économique devait d'abord être mis au point,. Alors que l'Allemagne avait prévu l’invasion de la Pologne pour le 25 août, et se préparait pour la guerre qui en résulterait possiblement avec la France, les planificateurs de guerre allemands estimèrent que le blocus naval britannique ne ferait qu'aggraver les pénuries de matières premières stratégiques pour lesquelles l'Union soviétique était le seul fournisseur potentiel.
Puis, le 3 août, le ministre des Affaires étrangères allemand Joachim von Ribbentrop présenta un plan où les deux pays seraient d'accord pour une non-intervention dans les affaires de l’autre de et renonceraient à des mesures visant les intérêts vitaux de l’autre et qu’ «il n'y avait pas de problème entre la Baltique. et la mer Noire qui ne pouvait pas être résolu entre [les deux parties] »,,. Les Allemands déclarèrent qu'il y avait « un élément commun à l'idéologie de l'Allemagne, de l'Italie et de l'Union soviétique : l'opposition aux démocraties capitalistes occidentales »,, et expliquèrent que leur hostilité précédente envers le bolchevisme soviétique avait disparu avec les changements dans l'Internationale communiste et le renoncement soviétique à la révolution mondiale.

### Signatures du pacte et des accords commerciaux

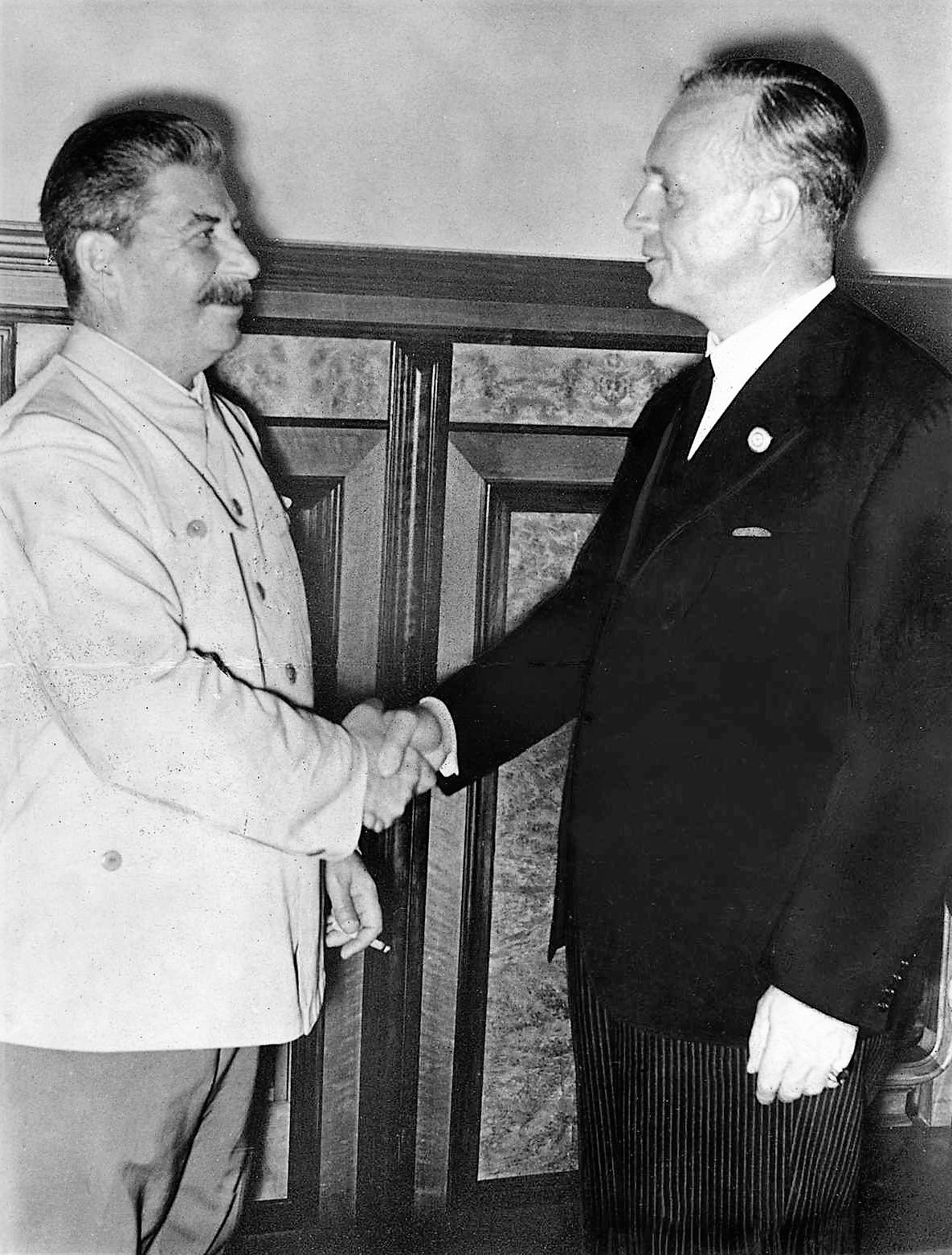
Staline accueillant Ribbentrop au Kremlin, le 23 août 1939.

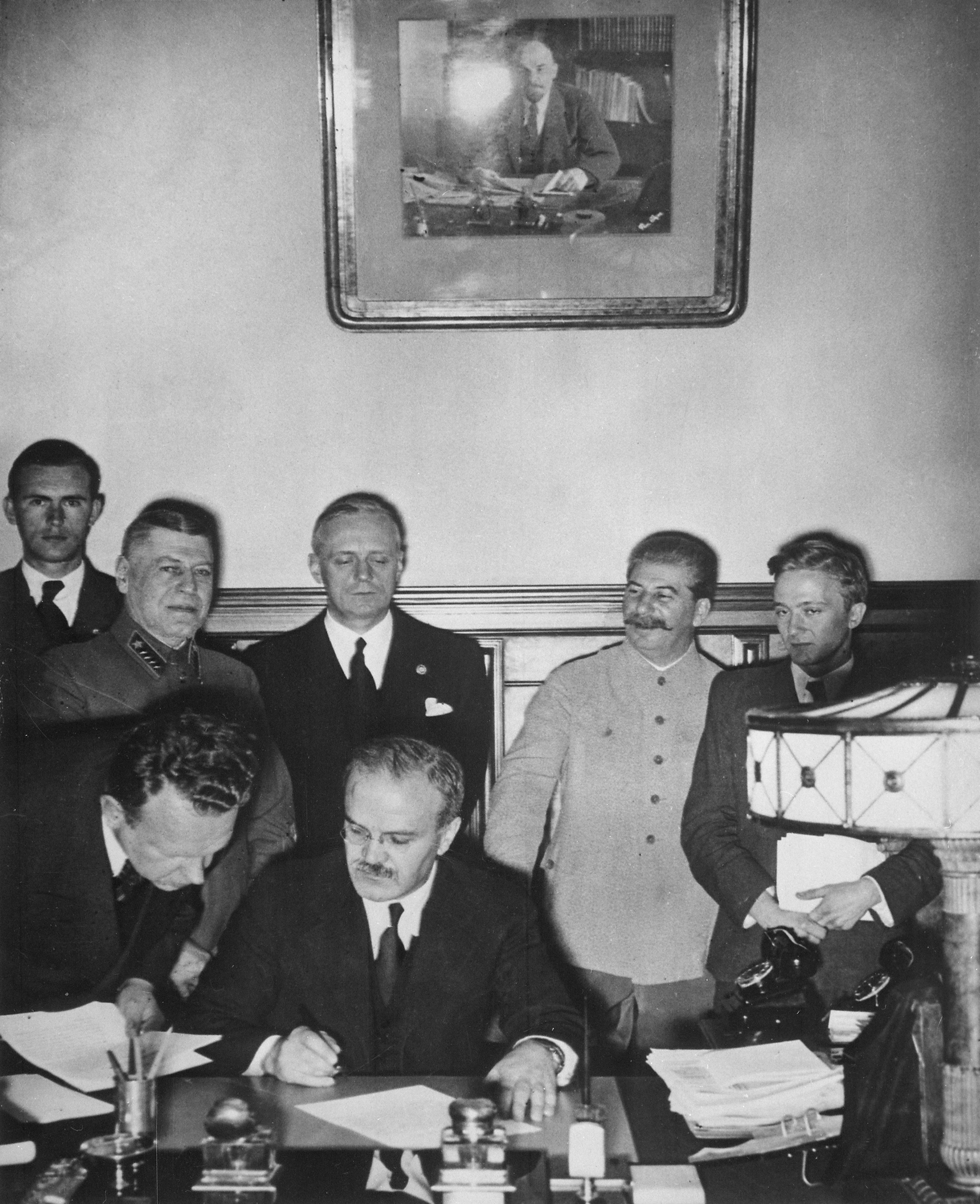
Signature du pacte Molotov-Ribbentrop. Joseph Staline, le deuxième à partir de la droite, est tout sourire.

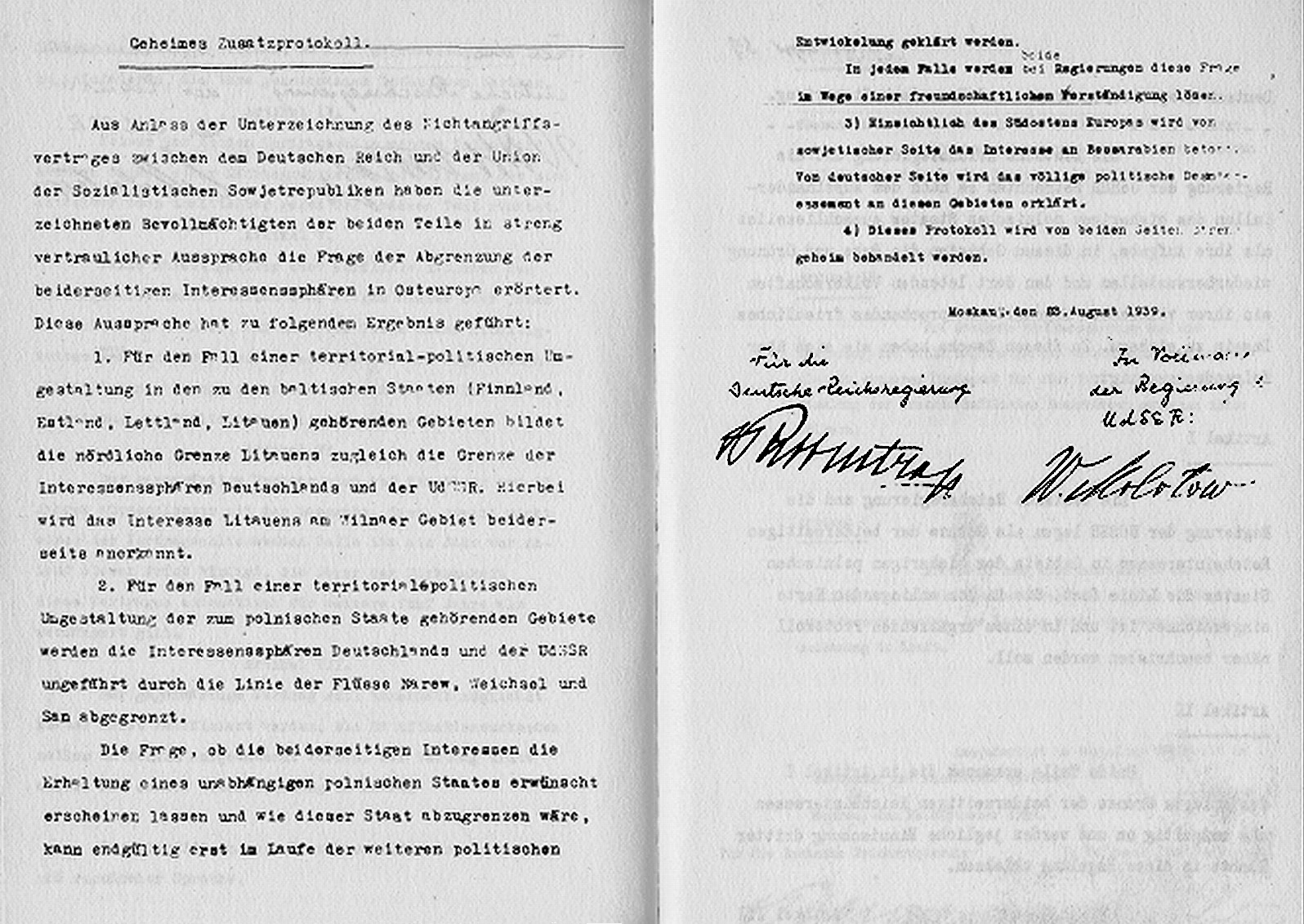
Signatures du protocole secret.

Divisions prévues (à gauche) et réelles (à droite) de l'Europe, selon le pacte Molotov-Ribbentrop, avec des ajustements ultérieurs.

Le 10 août, les pays mirent au point les derniers petits détails techniques pour finaliser leur accord économique, mais les Soviétiques retardèrent la signature de cet accord pendant près de dix jours jusqu'à ce qu'ils fussent sûrs qu'ils étaient parvenus à un accord politique avec l'Allemagne. L'ambassadeur soviétique expliqua aux responsables allemands que les Soviétiques avaient commencé leurs négociations avec les Britanniques « sans beaucoup d'enthousiasme » à un moment où ils sentaient que l’Allemagne ne parviendrait pas à un « arrangement », et que les négociations parallèles avec les Britanniques ne pouvaient pas être simplement rompues alors qu’elles avaient été engagées après « mûre réflexion . Pendant ce temps, toutes les études militaires et économiques internes allemandes avaient fait valoir que l'Allemagne était condamnée à la défaite si elle n’obtenait pas au minimum la neutralité soviétique.
Le 19 août, l'accord commercial germano-soviétique de 1939 fut conclu. L'accord couvrait le commerce « courant », ce qui créait l’obligation pour les Soviétique de livrer 180 millions de reichsmarks de matières premières en réponse aux commandes allemandes, tandis que l'Allemagne permettrait aux Soviétiques de commander pour 120 millions de reichsmarks de produits industriels allemands,,. En vertu de l'accord, l'Allemagne accorda également à l'Union soviétique un crédit de marchandises de 200 millions de reichmarks sur 7 ans pour acheter des biens manufacturés allemands à un taux d'intérêt très favorable.
Le 22 août, les négociations politiques secrètes apparurent au grand jour quand il fut annoncé publiquement dans les journaux allemands que l'Union soviétique et l'Allemagne nazie étaient sur le point de conclure un pacte de non-agression, les négociations qui traînaient entre l’Union soviétique, la France et la Grande-Bretagne, à propos d’une éventuelle Triple Alliance, furent suspendues. Les Soviétiques blâmèrent les puissances occidentales pour leur réticence à prendre l'aide militaire de l'Union soviétique au sérieux et à reconnaître le droit soviétique à traverser la Pologne et la Roumanie, si nécessaire, contre leur volonté, ainsi que leur incapacité à envoyer des représentants de plus haut niveau et à définir clairement les puissances impliquées dans la notion d'agression indirecte.
Le 23 août 1939, une délégation allemande conduite par le ministre des Affaires étrangères Joachim von Ribbentrop arriva à Moscou, et dans la nuit suivante, le pacte germano-soviétique fut signé par lui et son collègue soviétique Viatcheslav Molotov, en présence du dirigeant soviétique Joseph Staline. Le pacte de non-agression d’une durée de dix ans dans la droite ligne du traité de Berlin de 1926 fut complété par un protocole additionnel secret, qui divisait l'Europe de l'Est en zones d'influence allemandes et soviétiques:
1. Dans le cas d’une réorganisation territoriale et politique dans les états baltes (Finlande, Estonie, Lettonie, Lituanie), la limite nord de la Lituanie représenterait la limite des sphères d'influence de l'Allemagne et de l'URSS. Dans ce contexte, l'intérêt de la Lituanie dans la région de Vilnius est reconnu par chacune des parties.
2. Dans le cas d’une réorganisation territoriale et politique des zones appartenant à l'état polonais, les sphères d'influence de l'Allemagne et de l'URSS seraient délimitées approximativement par la ligne des fleuves Narew, Vistule et San.
La question de savoir si les intérêts des deux parties rendraient souhaitable le maintien d'un État polonais indépendant et comment un tel État devrait être délimité ne pourra être définitivement déterminé qu’au cours de cette évolution politique.
En tout état de cause les deux gouvernements résoudraient cette question grâce à un accord à l'amiable.
3. En ce qui concerne l'Europe du Sud, la partie soviétique marquait son intérêt la Bessarabie. La partie allemande déclara son désintéressement politique complet dans ces régions.
Le protocole secret devait être traité par les deux parties comme strictement secret.
Bien que les parties nièrent son existence, la rumeur de l’existence d’un protocole secret se répandit dès le début.
La nouvelle de la signature du pacte, annoncée par la Pravda et les Izvestia, le 24 août, fut un choc extrême et une surprise pour les chefs de gouvernement et les médias du monde entier, dont la plupart n’étaient au courant que des négociations franco-anglo-soviétiques qui se tenaient depuis des mois. Les négociateurs britanniques et français qui étaient à Moscou pour négocier ce qu'ils croyaient être la partie militaire d'une alliance avec l'Union soviétique se virent dirent « que de nouvelles discussions ne seraient d’aucune utilité ». Le 25 août, Hitler dit à l'ambassadeur britannique à Berlin que le pacte avec les Soviétiques prévenait l'Allemagne de devoir faire face à une guerre sur deux fronts, modifiant la situation stratégique de la Première Guerre mondiale, et que la Grande-Bretagne devait accepter ses exigences en ce qui concernait la Pologne. À la surprise d’Hitler, la Grande-Bretagne signa un traité d'assistance mutuelle avec la Pologne ce jour-là, obligeant Hitler à retarder l’invasion planifiée de l'ouest de la Pologne, prévue pour le 26 août.
Le pacte fut ratifié par le Soviet suprême de l'Union soviétique le 31 août 1939.

## Seconde Guerre mondiale

### Invasion allemande de la Pologne occidentale

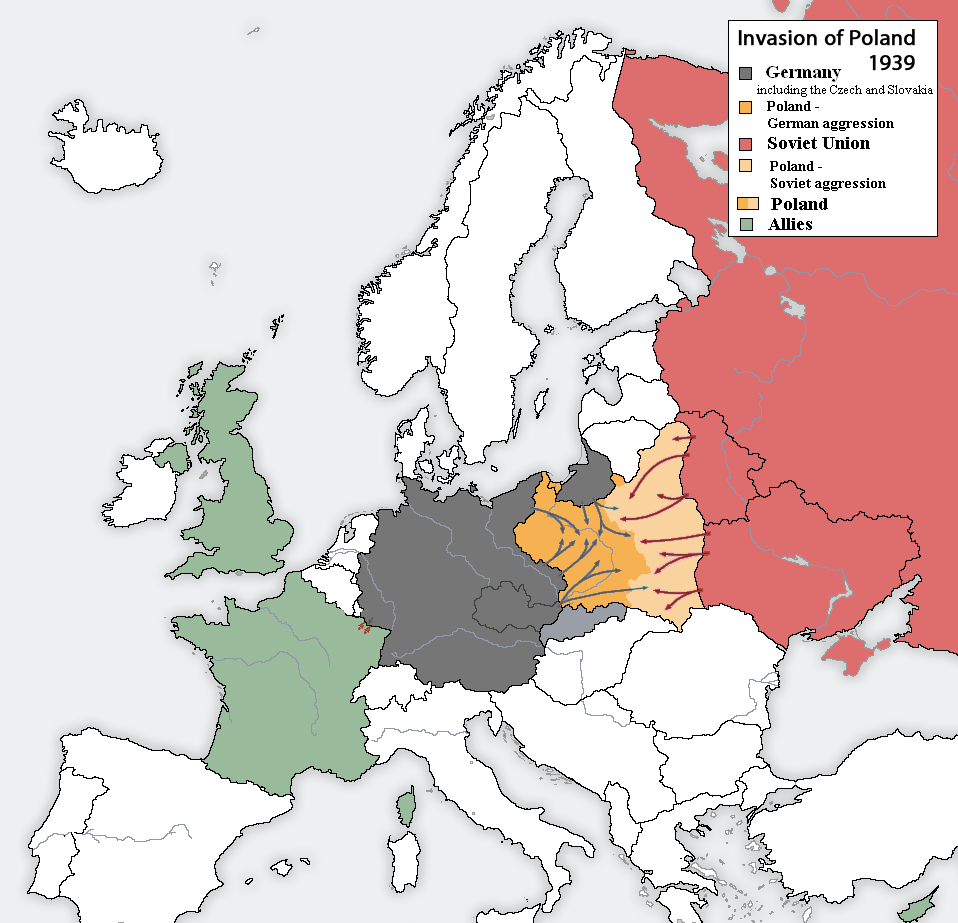
Invasion de la Pologne : Allemagne (en gris), l'Union soviétique (en rouge) et les alliés européens de la Pologne (en vert).

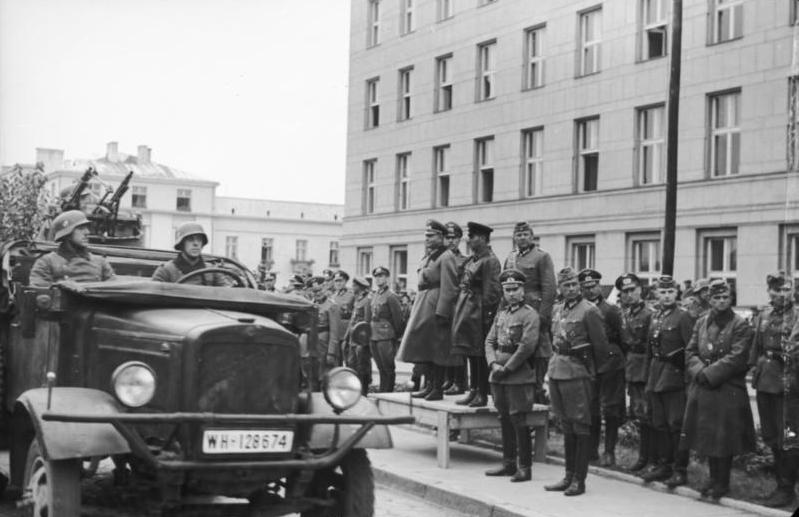
Le général allemand Heinz Guderian et le Combrig soviétique Semyon Krivoshein durant une parade de la victoire conjointe à Brest le 23 septembre 1939.

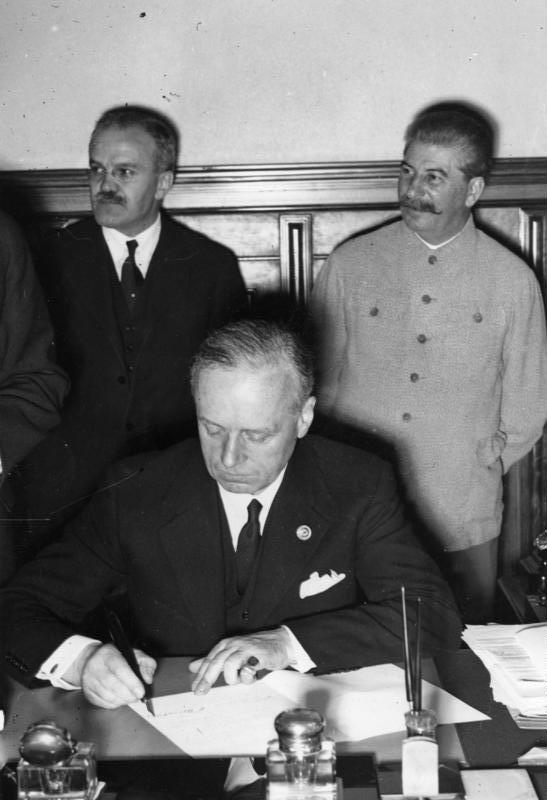
Molotov, Staline et Ribbentrop lequel signe le traité germano-soviétique d'amitié, de coopération et de démarcation, à Moscou, en septembre 1939.

Une semaine après avoir signé le pacte Molotov-Ribbentrop, le 1er septembre 1939, l'Allemagne nazie envahit sa zone d'influence en Pologne. Le 3 septembre, la Grande-Bretagne, l'Australie, la Nouvelle-Zélande et la France, remplissant leurs obligations envers la Deuxième république de Pologne, déclarèrent la guerre à l'Allemagne. La Seconde Guerre mondiale éclata en Europe.
Le 4 septembre, la Grande-Bretagne mit en place un blocus naval contre l'Allemagne, les navires de fret allemand en route vers les ports allemands furent déroutés vers le port de Mourmansk dans l'Arctique soviétique. Le 8 septembre, les Soviétiques acceptèrent de laisser passer le fret par chemin de fer vers le port soviétique de Léningrad dans la Baltique. Dans le même temps, le 5 septembre, l'Union soviétique refusa de permettre un transit polonais à travers son territoire citant la menace d'être entraînés dans la guerre.
Von der Schulenburg déclara à Berlin que les attaques sur la conduite de l'Allemagne dans la presse soviétique avaient totalement cessé et que la représentation des événements dans le domaine de la politique étrangère coïncidait largement avec le point de vue allemand, tandis que la littérature antiallemande avait été retirée de la vente.
Le 7 septembre, Staline présenta, une fois de plus, une nouvelle ligne pour le Komintern basée maintenant sur l'idée que la guerre était un conflit entre impérialistes et il n'y avait donc aucune raison pour que la classe ouvrière se joignisse à la Grande-Bretagne, à la France ou à la Pologne contre l'Allemagne, s'écartant ainsi de la politique antifasciste du front populaire de l'Internationale communiste de 1934-1939. Il qualifia la Pologne d’État fasciste opprimant les Biélorusses et les Ukrainiens.
Le 8 septembre, Molotov félicita prématurément le gouvernement allemand avec l'entrée des troupes allemandes dans Varsovie[pas clair].
Les diplomates allemands appelaient l'Union soviétique à intervenir contre la Pologne depuis l'Est depuis le début de la guerre, mais l'Union soviétique était réticente à intervenir tant que Varsovie n'était pas encore tombée. La décision soviétique d'envahir la partie orientale de la Pologne incluses dans la zone d'influence soviétique convenue préalablement fut communiquée à l'ambassadeur allemand Friedrich-Werner von der Schulenburg, le 9 septembre, mais l'invasion réelle fut retardée de plus d'une semaine,. Les renseignements polonais eurent connaissance des plans soviétiques aux environs du 12 septembre.

### Invasion soviétique de la Pologne orientale
Le 17 septembre, l'Union soviétique entra finalement en Pologne depuis l’Est, sécurisé par le protocole secret du pacte de non-agression de l'est, prétextant l'effondrement de la Deuxième république de Pologne et prétendant aider les Biélorusses et Ukrainiens. Cette invasion est généralement considérée comme la conséquence directe du pacte, bien que l'école révisionniste[Laquelle ?] soutienne que ce n'était pas le cas et que la décision soviétique fut prise quelques semaines plus tard. L’invasion soviétique fut dénoncée par la Grande-Bretagne et la France, mais elles n'intervinrent pas. Lors d’un échange de territoires polonais capturés, dans le respect des termes du protocole secret, dès le 17 septembre, l'Armée rouge et la Wehrmacht organisèrent un défilé militaire conjoint à Brest, dont la responsabilité fut transférée par l'Allemagne aux troupes soviétiques. Dans les batailles suivantes avec le reste de l'armée de la deuxième République polonaise, l'Union soviétique occupa les territoires correspondant à peu près à sa sphère d'intérêts, telle que définie dans le protocole additionnel secret du pacte Molotov-Ribbentrop.
Le territoire de la Pologne fut complètement occupé par les deux puissances le 6 octobre, et l'État polonais fut liquidé. Au début de novembre, le Soviet suprême de l'Union soviétique annexa les territoires occupés et l'Union soviétique partageait désormais une frontière commune avec l'Allemagne nazie, au niveau des territoires polonais occupés par les Nazis et de la Lituanie.
Après l'invasion, la coopération se manifesta, par exemple, par l'organisation de quatre conférences entre la Gestapo et le NKVD, où les occupants discutèrent de plans pour faire face à la résistance polonaise et pour poursuivre la destruction de la Pologne.

### Modification des protocoles secrets
Le 25 septembre, alors qu’Hitler allait intervenir en Lituanie, l'Union soviétique proposa de renégocier les sphères d'intérêt. Le 28 septembre 1939, à Moscou, Molotov et Ribbentrop signèrent le traité germano-soviétique d'amitié, de coopération et de démarcation, déterminant la limite de leurs intérêts nationaux respectifs sur le territoire de l'ancien État polonais. Dans un protocole additionnel secret du traité, les sphères d'intérêt, à l'exclusion de la Pologne, furent renégociées, et en échange de quelques régions polonaises déjà capturées l’Allemagne reconnait la Lituanie encore indépendante comme faisant partie de la sphère soviétique.

### Elargissement de l’accord commercial
L'Allemagne et l'Union soviétique conclurent un pacte commercial complexe le 11 février 1940, qui était plus de quatre fois plus important que celui que les deux pays avaient signé en août 1939. Le pacte commercial aida l'Allemagne à surmonter le blocus naval britannique. La première année, l'Allemagne reçu un million de tonnes de céréales, un demi-million de tonnes de blé, 900 000 tonnes de pétrole, 100 000 tonnes de coton, 500 000 tonnes de phosphates et des quantités considérables d'autres matières premières vitales, ainsi que le transit d’un million de tonnes de graines de soja depuis la Mandchourie. Ces produits et d'autres fournitures furent transportés via le territoire soviétique et le territoire occupé de la Pologne, et ce qui permit à l'Allemagne nazie de contourner le blocus naval britannique. Les Soviétiques devaient recevoir un croiseur, les plans du cuirassé Bismarck, des canons lourds de marine, d'autres équipements navals et trente avions de guerre allemands dernier cri, dont les chasseurs Bf 109 et Bf 110 et le bombardier Ju 88. Les Soviétiques devaient recevoir également des équipements pétroliers et électriques, des locomotives, des turbines, des générateurs, des moteurs diesel, des navires, des machines-outils et des échantillons de l'artillerie allemande, des chars, des explosifs, du matériel de guerre chimique ainsi que d'autres biens. Les Soviétiques fournirent à l'Allemagne, pour combattre le blocus de la marine britannique une base de sous-marins, la Base Nord, dans le nord de l'Union soviétique, près de Mourmansk. Elle était aussi un lieu de ravitaillement et de maintenance, et un lieu de décollage pour les attaques contre les navires.

### Guerre soviétique avec la Finlande
Les dernières négociations avec la Finlande avaient été engagées par les Soviétiques dans le cadre de sa politique de sécurité collective en avril 1938, et visant à parvenir à une entente et à sécuriser la position finlandaise favorable dans le cas d'une attaque allemande contre l'Union soviétique via le territoire finlandais, mais cela s'était avéré inutile en raison de la réticence finlandaise à rompre sa neutralité, et les négociations se terminèrent en avril 1939, peu de temps avant le renvoi de Litvinov. Le 13 octobre 1939, de nouvelles négociations débutèrent à Moscou, et l'Union soviétique (représentée par Staline, Molotov et Vladimir Potemkine) présentèrent à la Finlande plusieurs propositions, y compris un pacte d'assistance mutuelle, le prêt de la base militaire de Hanko, et la cession d'une région de 70 km de profondeur sur l'isthme de Carélie située immédiatement au nord de la ville de Léningrad à l’Union soviétique, en échange de territoires frontaliers plus au nord. La Finlande, cependant, refusa l'offre, se retira des négociations le 7 novembre 1939, et continua les préparatifs pour contrer une possible invasion soviétique.
Le 26 novembre, l'Union soviétique organisa le bombardement de Mainila près de la frontière, accusa les troupes finlandaises de provocation et demanda leur retrait. À son tour, le 27 novembre, Finlande proposa le retrait des troupes des deux pays de la zone frontalière. Le 28 novembre, l'Union soviétique dénonça le pacte de non-agression soviéto-finnois de 1932, et le 29 novembre rompit ses relations diplomatiques avec la Finlande. Le 30 novembre 1939, les forces de l'URSS, sous le commandement de Kliment Vorochilov attaquèrent la Finlande. Ce conflit connu sous le nom de guerre d'hiver débutait avec par l'invasion de la Carélie finlandaise et le bombardement des arrondissements civils d’Helsinki. Le 1er décembre 1939, le gouvernement socialiste fantoche de la République démocratique de Finlande fut créé sous les auspices de l'Union soviétique dans la ville frontalière de Terijoki. Le 14 décembre, l'Union soviétique fut expulsée de la Société des Nations pour avoir mené une guerre d'agression. Après avoir commandé le départ catastrophique de la campagne, et un taux de perte lourd et disproportionnée au sein de l'Armée Rouge, Vorochilov fut remplacé par Semion Timochenko en tant que commandant du front le 7 janvier 1940 (et quatre mois plus tard comme commissaire du peuple à la Défense). À la mi-février 1940, les troupes soviétiques réussirent finalement à franchir la ligne Mannerheim, et la Finlande demanda un armistice,.
Le traité de paix fut signé à Moscou le 12 mars 1940, et le lendemain à midi les combats prirent fin. Finlande céda l'isthme de Carélie et la Carélie Ladoga, une partie de Salla et Kalastajasaarento, et loua la base navale de Hanko à l'URSS, mais resta neutre, mais penchant de plus en plus vers l'Allemagne (voir Grande Trêve).
Les conséquences du conflit furent multiples. Alors que l'invasion avait mis en évidence les faiblesses militaires de l'Armée rouge et incité l'Union soviétique à réorganiser ses forces militaires, elle acquit néanmoins de nouveaux territoires sur la Finlande. Cela poussa cette dernière, auparavant neutre, vers un accommodement avec l'Allemagne nazie. D'autre part, la guerre d'agression et la résistance finlandaise portèrent un nouveau coup au prestige international de l'URSS.
Souffrant de pertes élevées et disproportionnées par rapport aux troupes finlandaises, malgré une supériorité soviétique de 1 à 4 en troupes et d’une supériorité presque absolue en armes lourdes et en avions, l'Armée rouge apparut comme une cible facile, ce qui contribua à la décision d’Hitler de planifier une attaque contre l'Union soviétique. Le nombre de victimes officielles soviétiques dans cette guerre dépassa les 200 000. Le Premier ministre soviétique Nikita Khrouchtchev déclara, plus tard, que le nombre de victimes s’élevait peut-être à un million.

### Les Soviétiques prennent les pays baltes
Dès le début, il y eut des tensions à propos des mouvements des Soviétiques en Estonie, en Lettonie et en Lituanie, qui étaient toutes trois dans la sphère d’influence soviétique. Ces pays n’eurent d’autre choix que de signer des soi-disant pactes de défense et d'assistance mutuelle qui autorisaient à l'Union soviétique de stationner des troupes sur leur territoire. L'Allemagne nazie leur conseilla d'accepter les conditions. Les États baltes accédèrent aux exigences soviétiques et signèrent des traités d'assistance mutuelle respectivement le 28 septembre, le 5 octobre et le 10 octobre 1939, (pour des durées de dix ans pour l'Estonie et la Lettonie et quinze ans pour la Lituanie). La tension s'expliquait aussi par l’internement de l’équipage d’un sous-marin impliqué dans l'incident de l'Orzeł. Le 18 octobre, le 29 octobre et le 3 novembre 1939, les premières troupes soviétiques entrèrent en Estonie, en Lettonie et en Lituanie conformément au Pacte[Lequel ?],,.
L'Union soviétique était mécontente, les États baltes penchant vers la Grande-Bretagne et la France, du fait de l’Entente baltique datant de 1934, laquelle pourrait être réorientée contre l'Allemagne, et considérée comme une violation des traités d'assistance mutuelle de l'automne 1939. Le 25 mai 1940, après que plusieurs soldats soviétiques eurent disparu des garnisons soviétiques en Lituanie, Molotov accusa Kaunas de provocations. Le 14 juin, commissaire du peuple à la Défense Timochenko ordonna un blocus total de l'Estonie, de la Lettonie et de la Lituanie. L'armée de l'air soviétique abattit un avion civil de transport de passagers finlandais Kaleva volant de Tallinn vers Helsinki. Peu avant minuit, Molotov présenta, à la Lituanie, un ultimatum de dix heures, exigeant le remplacement du gouvernement lituanien par un gouvernement pro-soviétique et le libre accès pour des troupes soviétiques supplémentaires et menaçant le pays, en cas de refus, d’une occupation immédiate.
Le président lituanien Antanas Smetona insista pour résister militairement, mais ne fut pas soutenu par son état-major militaire, si bien que la Lituanie accéda à l'ultimatum. Le gouvernement fut remanié et les troupes soviétiques supplémentaires entrèrent en Lituanie. Vladimir Dekanozov fut envoyé à Kaunas en tant qu'envoyé spécial soviétique. La nuit suivante, Smetona s'enfuyait en Allemagne (et plus tard en Suisse, puis aux États-Unis). Le 16 juin, Molotov présenta des ultimatums similaires à la Lettonie et à l'Estonie, invoquant des préoccupations soviétiques à propos de l'Entente Baltique, qui cédèrent à leur tour. Au même moment, la Wehrmacht commença à se concentrer le long de la frontière lituanienne.
À la mi-juin 1940, lorsque l'attention internationale se focalisait sur l'invasion allemande de la France, les troupes du NKVD soviétique attaquèrent des postes frontières lituaniens, estoniens et lettons,. Les administrations de l'État furent liquidées et remplacées par des cadres soviétiques, opération dans laquelle 34 250 Lettons, 75 000 Lituaniens et près de 60 000 Estoniens furent déportés ou tués. Des élections eurent lieu avec seulement des candidats pro-soviétiques pour de nombreux sièges, avec pour conséquence des assemblées populaires qui demandèrent immédiatement leur admission dans l'URSS, ce qui fut accordé par l’Union soviétique.
Avec la France n'étant plus en mesure d'être le garant du statu quo en Europe de l'Est, et le Troisième Reich poussant la Roumanie à faire des concessions à l'Union soviétique, le gouvernement roumain céda suivant les conseils de l'Italie et l'exemple récent de la France de Vichy.

### Les tensions en août
Les invasions finlandais et baltes marquèrent une détérioration des relations germano-soviétiques. En raison des tensions provoquées par ces invasions, des retards dans les livraisons allemandes de biens et des inquiétudes de Staline sur le fait que la guerre d’Hitler avec l'Occident pourrait finir rapidement après que la France eut signé un armistice, l'Union soviétique, en août 1940, suspendit brièvement ses livraisons (au titre de l'accord de commerce germano-soviétique).] Cette suspension créa d’importants problèmes de ressources pour l'Allemagne. Ribbentrop écrivit une lettre promettant à Staline que «de l'avis du Führer... il apparaît que la mission historique des quatre puissances - l'Union soviétique, l'Italie, le Japon et l'Allemagne - serait d'adopter une politique à long terme et à diriger le développement futur de leurs peuples dans le bon chemin en délimitant leurs intérêts à l’échelle du monde entier ». À la fin du mois d’août, les relations s’améliorèrent.

### Les négociations soviétiques pour rejoindre l'Axe
Après que l'Allemagne eut conclu un pacte tripartite avec le Japon et l'Italie, en octobre 1940, Ribbentrop écrivit à Staline sur « la mission historique des quatre puissances - l'Union soviétique, l'Italie, le Japon et l'Allemagne - à adopter une politique à long terme et à diriger le développement futur de leurs peuples dans le bon chemin en délimitant leurs intérêts à l’échelle du monde entier ». Staline répondit, en faisant référence à la conclusion d’un accord au sujet d'une « base permanente » pour leurs « intérêts mutuels ». Staline envoya Molotov à Berlin pour négocier les modalités permettant à l'Union soviétique de rejoindre l'Axe et de potentiellement profiter des dépouilles du pacte.
Ribbentrop demanda à Molotov de signer un protocole secret avec l'énoncé suivant : « Le point focal des aspirations territoriales de l'Union soviétique serait vraisemblablement centré au sud du territoire de l'Union soviétique en direction de l'océan Indien ». Molotov affirma qu’il ne pouvait pas statuer sans l'accord de Staline. En réponse à un projet allemand d’accord écrit entre les quatre puissances, Staline présenta une contre-proposition écrite, stipulant que les Soviétiques rejoindrait l'Axe si l'Allemagne s’empêchait d’agir dans la sphère d'influence soviétique,. L'Allemagne ne répondit jamais à la contre-proposition,.

### Accord germano-soviétique relatif au commerce et aux frontières de janvier 1941
Le 10 janvier 1941, l'Allemagne et l'Union soviétique signèrent un accord clarifiant plusieurs questions en suspens. L'accord définissait formellement la frontière entre l'Allemagne et l'Union soviétique entre la rivière Igorka et la mer Baltique. Il étendait l’accord commercial germano-soviétique de 1940 jusqu'au 1er août 1942, augmentant les échanges au-dessus du niveau de la première année de cet accord, définissait les droits de commerce dans les pays baltes et en Bessarabie, établissait le calcul des compensations pour les intérêts immobiliers allemands dans les États baltes maintenant occupés par les Soviétiques et réglait également d'autres questions. Il portait également sur l’émigration en Allemagne dans les deux mois et demi des personnes d’origine allemande et des ressortissants allemands dans les territoires baltes occupés par les Soviétiques, et l’émigration en l'Union soviétique des Baltes et des Russes blancs », et des « ressortissants » russes dans les territoires détenus par les Allemands. Des protocoles secrets du nouvel accord stipulaient que l'Allemagne renoncerait à ses prétentions sur la portion de territoire lituanien définie dans les protocoles additionnels secrets du traité germano-soviétique d'amitié, de coopération et de démarcation et devrait payer 7,5 millions de dollars (31,5 millions de reichsmark).
Du début de la guerre jusqu'à ce que l'Allemagne envahisse l'Union soviétique moins de deux ans plus tard, Staline avait fourni à Hitler 1,5 million de tonnes de pétrole, la même quantité de céréales, et des milliers de tonnes de caoutchouc, de bois, de phosphate, de fer, et d'autres minerais de métaux stratégiques, en particulier du chrome, du manganèse et du platine. Au moment de l'invasion, l'Allemagne nazie était lourdement endettée envers l'Union soviétique. Les historiens russes contestent l'importance des échanges commerciaux de l'Union soviétique avec l'Allemagne. Ils soulignent qu’à la mi-1941 les stocks pétroliers de l'Allemagne s'élevaient à 10 millions de tonnes qui se répartissaient ainsi: 500 000 avaient été produites en Allemagne, 800 000 dans les pays occupés par l'Allemagne, et 8,7 millions de tonnes dans les pays européens alliés à l'Allemagne, la Roumanie comptant pour la majeure partie de cette somme.

### Relations à la mi-1941
Dans un effort pour démontrer leurs intentions pacifiques envers l'Allemagne, le 13 avril 1941, les Soviétiques signèrent un pacte de neutralité avec le Japon. Bien que Staline eut peu de foi dans l'engagement du Japon à la neutralité, il estima que le pacte était important pour sa symbolique politique, afin de renforcer l’affection de l'opinion publique pour l'Allemagne.
Staline estimait qu'il y avait une scission de plus en plus importante dans les milieux allemands sur la question de savoir si l'Allemagne devait engager une guerre avec l'Union soviétique. Staline ne savait pas qu’Hitler discutait secrètement de l'invasion de l'Union soviétique depuis l'été 1940 et qu’il avait ordonné à son armée, à la fin de 1940, de se préparer à la guerre à l'Est, indépendamment des discussions sur une potentielle entrée de l’Union soviétique dans l’Axe.

### Développement ultérieur

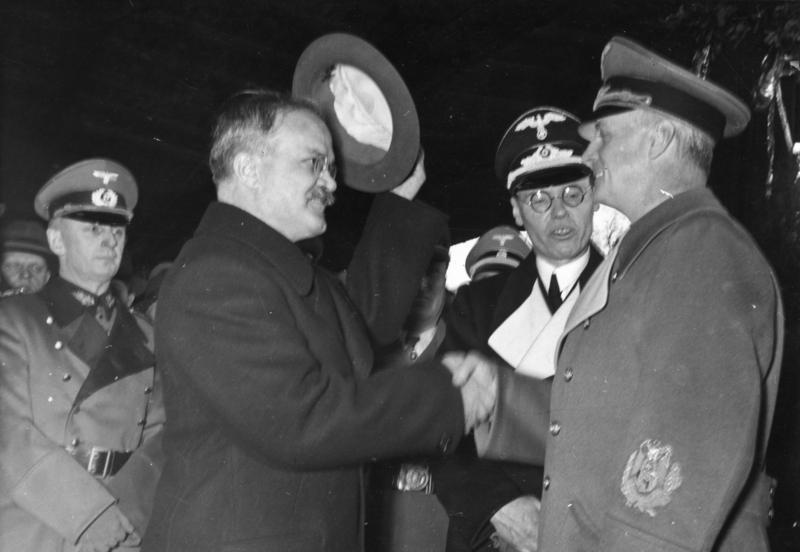
Joachim von Ribbentrop accueillant Viatcheslav Molotov à Berlin en novembre 1940.

En Europe occidentale, l'Allemagne nazie était engagée dans les conflits, surtout après le 9 avril 1940, date du début de l’invasion du Danemark et de la Norvège par l’Allemagne. Le 15 mai, les Pays-Bas capitulèrent. Le 2 juin, l'Allemagne occupait la Belgique. Le 14 juin, la Wehrmacht entra dans Paris. Le 22 juin, la France capitula.
Les historiens britanniques Alan S. Milward et W. Medicott montrèrent que l'Allemagne nazie, contrairement à l'Allemagne impériale, n’était préparée que pour une guerre courte (Blitzkrieg). Selon Andreas Hillgruber, sans les approvisionnements soviétiques en matériaux stratégiques et une sécurité stratégique à l'Est, l'Allemagne n'aurait pas pu réussir à l'Ouest.
Si l'Union soviétique avait rejoint le blocus anglo-français, l'économie de guerre allemande se serait rapidement effondrée. Avec les stocks de matières premières qu’elle avait en septembre 1939, l'Allemagne n’aurait pu tenir que 9 à 12 mois.
Selon M. Rapoport, «l'un des premiers cadeaux de Staline aux Nazis avait été de remettre quelque 600 communistes allemands, juifs pour la plupart, à la Gestapo à Brest-Litovsk en Pologne occupée par les Allemands ». Les Soviétiques avaient également offert un soutien aux nazis dans des déclarations officielles, Joseph Staline avait lui-même souligné que c’était l'alliance anglo-française qui avait attaqué l'Allemagne, pas l'inverse, et Molotov affirma que l'Allemagne avait fait des efforts allant dans le sens de la paix, qui avaient été déniés par les « impérialistes anglo-français ».
En annexant la Pologne et les États baltes, l'Allemagne nazie et l'Union soviétique éliminèrent les états tampons entre eux et amplifièrent les risques de guerre.

## Volksdeutsche dans l'Union soviétique

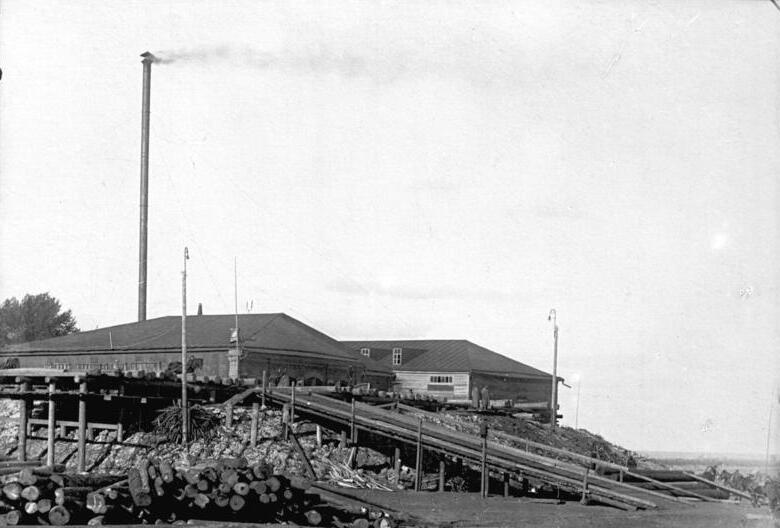
Une scierie à Pokrovsk, la capitale de la république socialiste soviétique autonome des Allemands de la Volga, en 1928.

Les personnes d’origine allemande dans la Russie soviétique des années 1920 avaient connu un certain degré d'autonomie culturelle, avaient leurs propres districts nationaux et la République socialiste soviétique autonome des Allemands de la Volga (RSSA allemande de la Volga), des écoles et des journaux, en conformité avec la politique de délimitation interne de l'Union soviétique.
En septembre 1929, mécontents de la réintroduction des réquisitions coercitives de céréales et de la collectivisation de l'agriculture, plusieurs milliers de paysans soviétiques d'origine allemande (la plupart des mennonites) se réunirent à Moscou, et exigèrent des visas de sortie pour émigrer au Canada. Cela provoqua un scandale politique significatif en Allemagne, qui envenima les relations soviéto-allemandes. L’organisation de charité « Frères dans le besoin » fut créée en Allemagne pour recueillir des fonds pour les soviétiques d’origine allemande, le président Paul von Hindenburg lui fit don de 200 000 reichsmarks de son argent personnel. Le gouvernement soviétique permit d’abord à 5461 Allemands d’émigrer, et expulsa les 9 730 restant vers leurs lieux de résidence d'origine,,. Cependant, tout au long de 1930, des efforts furent encore faits par le gouvernement soviétique en augmentant le nombre et la qualité des institutions nationales allemandes en Union soviétique.
Les premières arrestations de masse et simulacres de procès visant spécifiquement les Soviétiques d’origine allemande (ceux qui étaient considérés comme des contre-révolutionnaires) se sont produits en Union soviétique pendant la terreur ukrainienne de 1933. Cependant, avec l'arrêté du 5 novembre 1934 du Comité central du Parti communiste de l'Union soviétique, la campagne anti-allemande prit une dimension nationale.
En 1933-1934, une campagne fut lancée en Allemagne pour aider le Volksdeutsche soviétique pendant la famine en envoyant des colis de nourriture et de l'argent.
Fortement préoccupée par les liens ethniques transfrontaliers des minorités nationales (comme les Allemands, les Polonais, les Finlandais), l'Union soviétique décida, en 1934, de créer une nouvelle zone de sécurité frontalière le long de sa frontière occidentale. En 1935-1937, les nationalités potentiellement déloyales (dont les Allemands) furent pour la plupart (mais pas complètement) expulsés de cette bande de terre vers l’intérieur de l'Union soviétique par le NKVD. Les institutions nationales allemandes furent progressivement supprimées.
En 1937-1938, le NKVD mena des opérations massives « pour détruire les contingents d’espionnage et de sabotage» (comptant parmi les grandes opérations du NKVD) au sein des diasporas de nationalités, contre à la fois les citoyens soviétiques et étrangers (se concluant en général par une arrestation et une exécution). Cela inclut des opérations du NKVD contre les Allemands, en fait, elles ciblaient indistinctement les minorités nationales dans cette importante campagne de la Grande Terreur.
Parallèlement, tous les districts nationaux allemands et d'autres diasporas de l'Union soviétique, à l'exception de la RSSA des Allemands de la Volga, furent abolis. Les écoles allemandes au sein de cette république furent également supprimées,.
Le gouvernement soviétique avait pris la décision d'évacuer l'ensemble de la population d'origine allemande en cas d'invasion allemande, ce qui fut immédiatement mis en œuvre après l'invasion par le transfert forcé de 1,2 million de citoyens d'origine allemande de la Russie européenne vers la Sibérie et l'Asie centrale soviétique,.

## Conséquences

### Hitler rompt le pacte

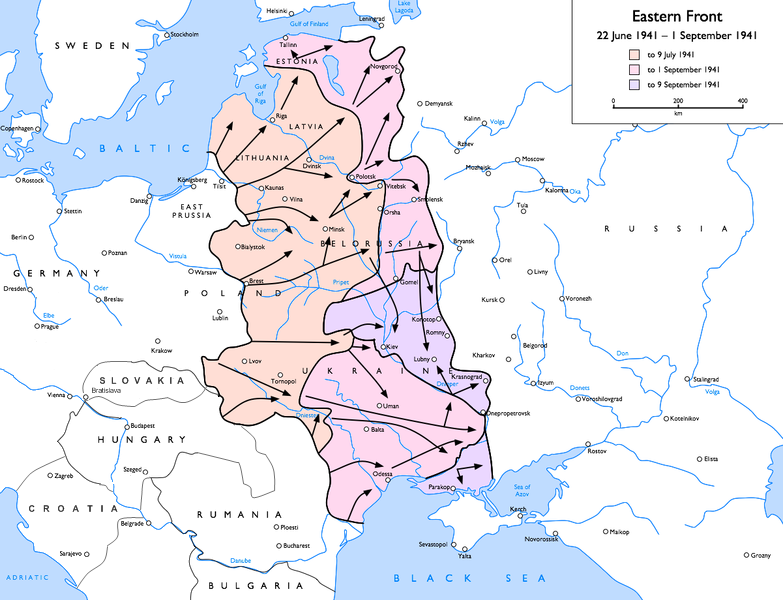
Progression allemande lors de l'opération Barbarossa, entre le 22 juin 1941 et le 9 septembre 1941.

L'Allemagne nazie mit fin au pacte Molotov-Ribbentrop avec l'invasion de l'Union soviétique lors de l'opération Barbarossa, le 22 juin 1941. Après le lancement de l'invasion, les territoires acquis par l'Union soviétique grâce au pacte Molotov-Ribbentrop furent perdus en quelques semaines. Dans les trois semaines suivant la rupture du pacte, en essayant de se défendre contre les grandes avancées allemandes, l'Union soviétique perdit 750 000 hommes, 10 000 chars et 4 000 avions. En six mois, l'armée soviétique avait perdu 4,3 millions d’hommes et les Allemands avaient capturé trois millions de prisonniers soviétiques, dont deux millions moururent en captivité allemande avant février 1942. Les forces allemandes avaient avancé sur 1 690 km, et tenaient un front de 3 060 km de long.

### L'Union soviétique nie l'existence du protocole secret
Des fonctionnaires allemands trouvèrent une copie sur microfilm des protocoles secrets du pacte Ribbentrop-Motolotv en 1945 et la donnèrent aux forces militaires américaines. Malgré la publication dans les médias occidentaux de la copie récupérée, depuis des décennies, le discours officiel de l'Union soviétique fut de nier l'existence du protocole secret,.
À la suite des manifestations dites de la « voie balte » du 23 août 1989, en décembre de la même année, une commission soviétique conclut que le protocole avait existé. En 1992, le document lui-même fut déclassifié mais seulement après la dislocation de l'URSS.

### Commentaires d'après-guerre concernant le commencement du rapprochement germano-soviétique
Après la guerre, les historiens discutèrent longuement sur le début du rapprochement germano-soviétique. Il y a beaucoup de points de vue contradictoires dans l'historiographie sur le moment où l’Union soviétique avait commencé à chercher un rapprochement et sur le moment où les négociations politiques secrètes avaient débuté.
Certains spécialistes affirment que depuis longtemps la doctrine de sécurité collective était une position sincère et unanime du gouvernement soviétique, poursuivant une ligne purement défensive,, tandis que d'autres soutiennent que l'Union soviétique depuis le tout début visait à coopérer avec l'Allemagne nazie, la sécurité collective n’étant qu’une tactique face à quelques actions allemandes hostiles,,,. Toutefois, il se pourrait que Moscou cherchait à éviter une grande guerre en Europe, car l'URSS ne se sentait pas assez forte pour faire face à une offensive, mais il y avait beaucoup de désaccords sur les politiques réalisées par Litvinov et Molotov et sur la façon d'atteindre cet objectif, et la position de Staline balança entre leurs positions, poursuivant ces deux lignes contradictoires simultanément au début et abandonnant la sécurité collective seulement à un certain moment en 1939,.
L'Allemagne nazie commença à chercher puis à conclure un pacte avec l'Union soviétique au printemps de 1939 afin d'éviter une alliance franco-anglo-soviétique et de garantir la neutralité soviétique dans une guerre future germano-polonaise, pouvant engager les Alliés.
Certains prétendent que le rapprochement a pu commencer dès 1935-1936, lorsque le représentant au commerce soviétique à Berlin David Kandelaki fit quelques tentatives, lors de négociations politiques au nom de Staline et Molotov, et ce derrière le dos de Litvinov,. Le discours de Molotov au Comité central exécutif du Soviet suprême en janvier 1936 est généralement choisit pour marquer ce changement de politique. Ainsi, la ligne anti-allemande de Litvinov ne profita pas de l'appui unanime de la direction soviétique, même avant sa révocation. Walter Krivitsky, un agent du NKVD, qui fit défection aux Pays-Bas en 1937, indiqua dans ses mémoires en 1938 que déjà à l'époque, Staline avait cherché de meilleures relations avec l'Allemagne,. Selon d'autres historiens, cela n'était que la réponse à des ouvertures allemandes en vue d'une détente.
Il est également possible que le changement de la politique étrangère eut lieu en 1938, après les accords de Munich, qui fut le dernier revers de la politique de la sécurité collective, dirigé contre Allemagne, de Litvinov. Il fut marqué par la remarque rapportée sur une quatrième et inévitable partition de la Pologne faite par l'adjoint de Litvinov, Vladimir Potemkine, dans une conversation avec l'ambassadeur français Robert Coulondre peu de temps après.
Le virage vers l'Allemagne pourrait également s’être déroulé au début de 1939, année marquée par le discours de Staline au 18e Congrès du Parti communiste de l'Union soviétique en mars, peu de temps après l'occupation allemande de la Tchécoslovaquie, quand il prévint que les démocraties occidentales essayaient de provoquer un conflit entre l'Allemagne et l'Union soviétique et déclara la non-implication soviétique dans les querelles inter-capitalistes, ce qui fut parfois considéré comme un signal adressé à Berlin,.
Selon d'autres, le premier signe d'une détente politique entre l’Allemagne et l’URSS était la conversation entre l'ambassadeur soviétique Aleksey Merekalov et Ernst von Weizsäcker, secrétaire d'État au ministère allemand des Affaires étrangères, le 17 avril 1939, lorsque le premier laissa entendre une possible amélioration des relations. Cela fut suivi par une série de signaux allemands perçus comme étant de bonne volonté et le remplacement de Litvinov par Molotov,,. Selon Geoffrey Roberts, des documents récemment publiés de la diplomatie soviétique montrent que les historiens occidentaux se sont trompés en supposant que la réunion Merekalov-Weiszäcker d’avril 1939 fut l'occasion pour la diplomatie soviétique d’envoyer des signaux d'une volonté de détente avec l'Allemagne nazie. Son point de vue, soutenu par Derek Watson et Jonathan Haslam est que ce n'est pas avant la fin de juillet 1939 ou le début août 1939 que le changement de politique eut lieu et qu'il était une conséquence plutôt que la cause de la rupture des négociations franco-anglo-soviétique à propos d’une triple alliance. Il doit avoir été clair pour Molotov et Staline en août 1939, que l’accord avec l'Allemagne permettrait d'éviter une guerre immédiate avec ce pays et pourrait satisfaire des ambitions territoriales soviétiques dans l'est de la Pologne, dans les pays baltes, en Finlande et en Bessarabie. Une alliance avec la Grande-Bretagne et la France n’offrait aucun gain territorial mais certainement une guerre avec l'Allemagne où l'URSS était le plus susceptible de supporter le poids d'une attaque allemande.

## Ambassadeurs soviétiques à Berlin
- Adolf Joffé (1918).
- Nikolaï Krestinski (1921–1930).
- Lev Khinchuk (de) (1930–1934).
- Yakov Surits (1934–1937).
- Konstantin Yurenev (en) (1937).
- Alexey Merekalov (1938–1939).
- Georgy Astakhov (1939).
- Alexey Shkvartsev (1939–1940).
- Vladimir Dekanozov (1940–1941).

## Ambassadeurs allemands à Moscou
- Wilhelm von Mirbach (mars 1918 - assassiné à Moscou le 6 juillet 1918)
- Karl Helfferich (1918...)
- Kurt Wiedenfeld (1921/1922)
- Ulrich von Brockdorff-Rantzau (1922–1928).
- Herbert von Dirksen (1928–1933).
- Rudolf Nadolny (1933–1934).
- Friedrich-Werner von der Schulenburg (1934–1941).

## Pour en savoir plus
- Ericson, Edward E. Feeding the German Eagle: Soviet Economic Aid to Nazi Germany, 1933-1941. New York: Praeger, 1999.  (ISBN 0-275-96337-3)
- Kochan, Lionel. Russia and the Weimar Republic. Cambridge: Bowes & Bowes, 1954.
- Carr, Edward Hallett. German-Soviet Relations between the Two World Wars. Baltimore: Johns Hopkins Press, 1951.